# St. Martin (Ochtendung)

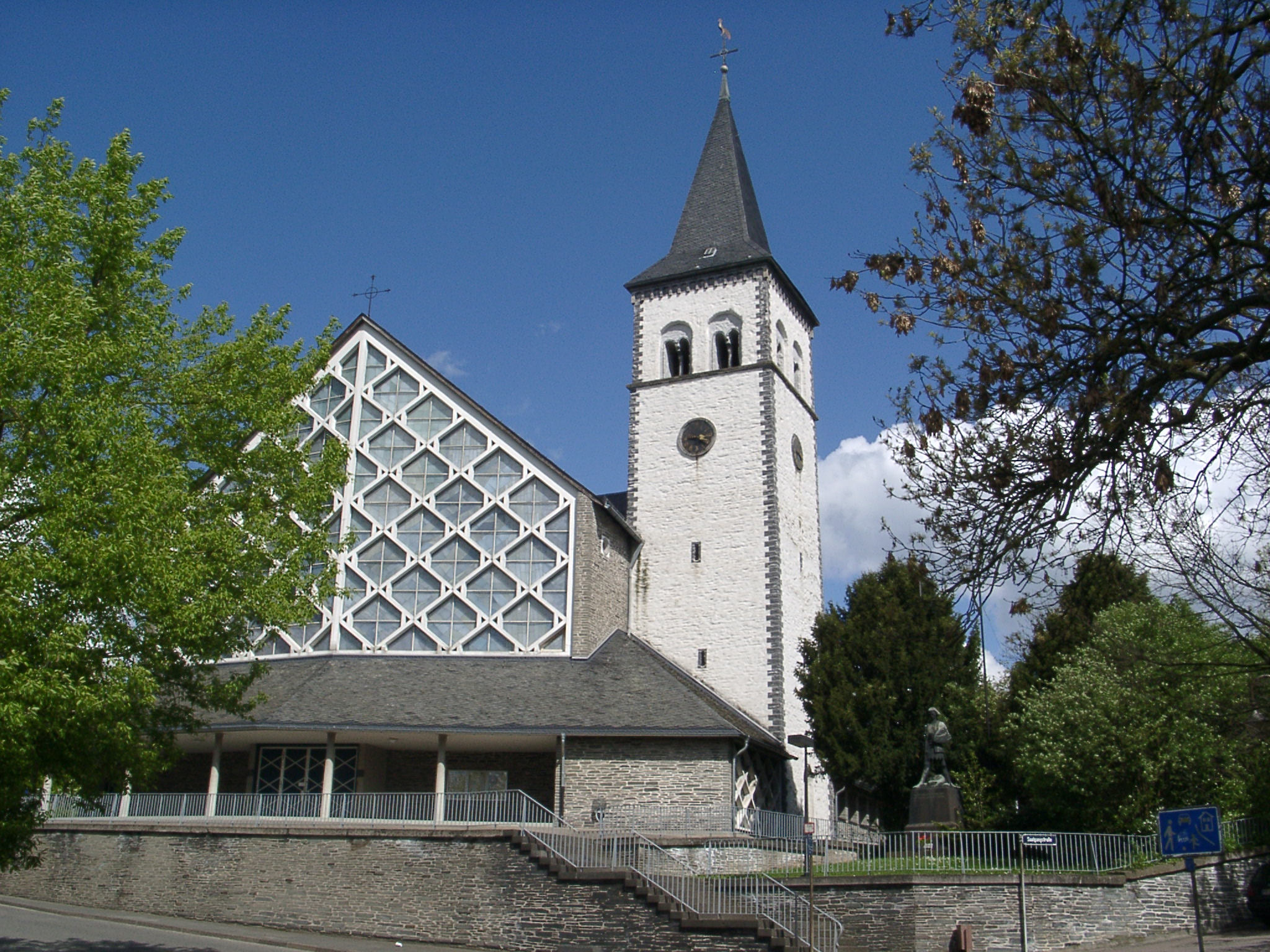
St. Martin in Ochtendung

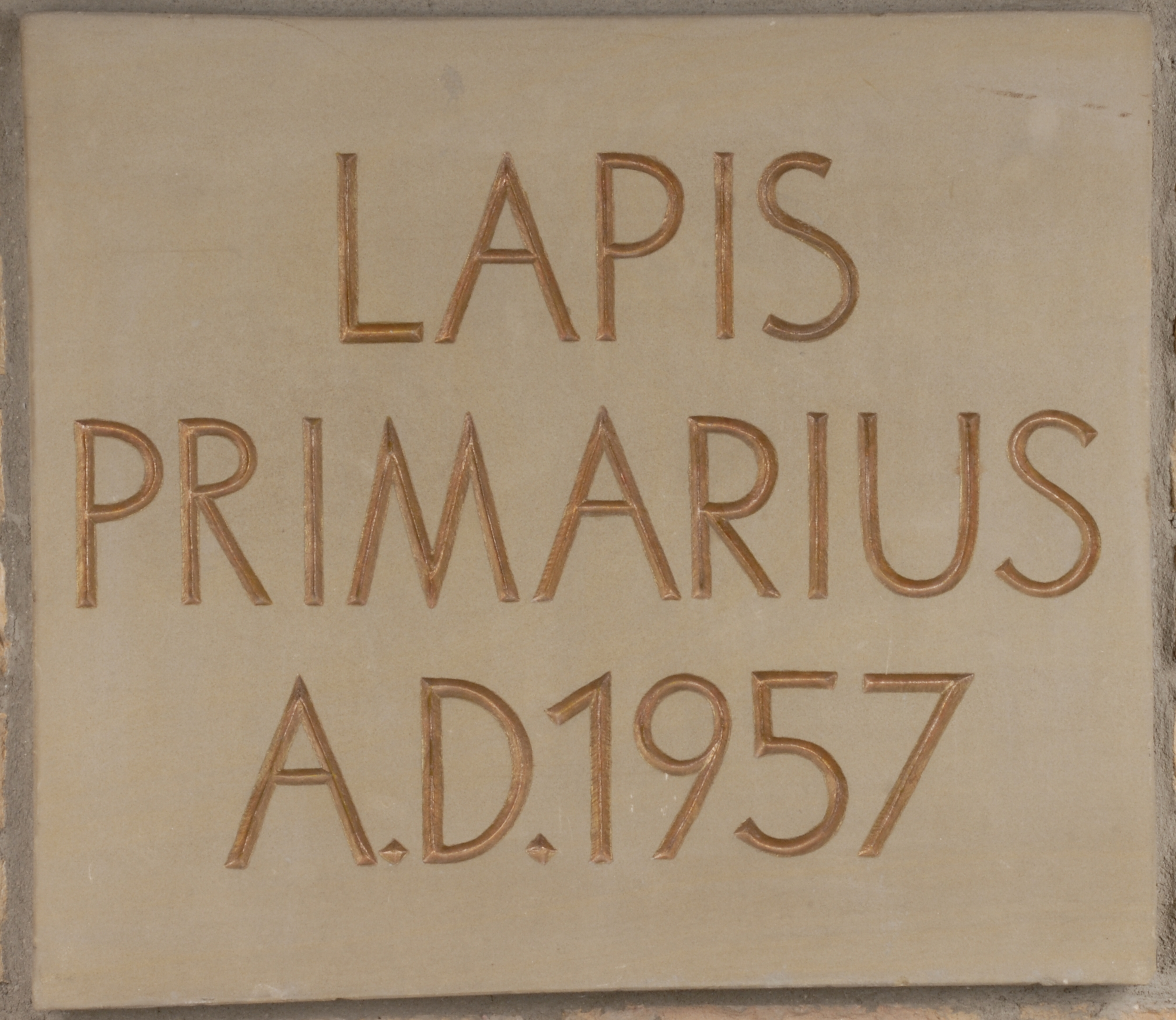
Grundstein der aktuellen Kirche

Die katholische Kirche St. Martin ist ein denkmalgeschütztes Kirchengebäude in Ochtendung, einer Ortsgemeinde im Landkreis Mayen-Koblenz, Rheinland-Pfalz, im Bistum Trier. Die Hallenkirche wurde von März 1957 bis März 1958 nach dem Entwurf des Architekten Alfons Leitl aus Trier/Rheydt erbaut. Prägend für den an den Glockenturm angelehnten Bau ist das nach Westen hin ausgerichtete 156 m² große Giebelfenster mit einer Glasmalerei von Georg Meistermann. Der original erhaltene romanische Glockenturm stammt aus dem 12. Jahrhundert. Nachgewiesenermaßen hat er mindestens vier kirchliche Anlagen erlebt.

## Geschichte der Pfarrei
Die Anfänge der Kirche in Ochtendung liegen im Hochmittelalter. Schon im 9. Jahrhundert war sie selbstständige Pfarrei. Nachdem die Franken (Volk) den Ort als vorübergehende Residenz aufgegeben hatten, kam Ochtendung 1052 durch einen Prekarievertrag (Leihe mit der Möglichkeit der Rückforderung) des Erzbischofs Eberhard von Trier mit dem Grafen Walram von Arlo an Kurtrier.
In der nachfolgenden Zeit erfuhr der Ort hohe kirchliche Bedeutung: Bis zum Jahre 1802 war das Bistum Trier in fünf Archidiakonate gegliedert. Ihre Sitzstandorte waren der heute in Frankreich liegende Ort Longuyon, Trier selbst, Dietkirchen (Limburg an der Lahn), Tholey/Saar und Karden an der Mosel. Karden als heutiger Ortsteil von Treis-Karden wiederum war aufgeteilt in die Landkapitel Zell (Mosel), Boppard und Ochtendung. Ochtendung, zwischen Rhein und Mosel gelegen und von allen Seiten günstig zu erreichen, wuchs zum größten Sprengel innerhalb des Archidiakonates Karden. Zu dem Landkapitel Ochtendung gehörten 1330 insgesamt 61 und im Jahre 1794 insgesamt 72 Pfarreien: Alken, Allenz, Andernach, Bassenheim, Buchholz, Burgbrohl, Burgen, Kärlich, Kobern, Kottenheim, Kruft, Dieblich, Düngenheim, Eich, Ettringen, Gappenach, Gondorf, Güls, Gönnersdorf, Hambuch, Hatzenport, Hausen, Kaifenheim, Kaisersesch, Kehrig, Kettig, Kell, Kempenich, Kirchesch, Langenfeld, Lay, Löf, Lonnig, Mayen, Masburg, Mertloch, Metternich, Miesenheim, Monreal, Moselkern, Moselweiß, Münstermaifeld, Nachtsheim, Naunheim, Nickenich, Lehmen, Nieder- und Oberlützingen, Nieder- und Obermendig, Nieder- und Oberzissen, Oberfell, Ochtendung, Pillig, Plaidt, Polch, Retterath, Rieden, Rübenach, Saffig, St. Johann, St. Sebastian, Thür, Trimbs, Urmitz, Ürsfeld, Wanderath, Wehr, Weiler, Welcherath, Welling.
Das Landkapitel umfasste somit Pfarreien an der Untermosel (einschließlich Koblenz), im linksrheinischen Teil des Neuwieder Beckens, auf dem Maifeld, im Brohltal und westlich von Mayen.
Der Leiter eines Landkapitels (auch Dekanat) war der Dekan. Als Stellvertreter des Bischofs und des Archidiakons hatte er zweimal im Jahr alle Pastöre zu versammeln, um sich über den Glauben und die Sitten der Priester wie der Gläubigen zu vergewissern. Versammlungsort war in Ochtendung der sogenannte Saalhof, abgerissen 1957, bis 1954 genutzt als Kindergarten, in dessen Nähe sich noch heute das Gebäude Saalgangstraße 8 und die renovierte Zehnthofscheune (ehemals Praxis Dr. D. Wagner, heute Physiopraxis Wilbert) befinden.
Die politische und kirchliche Ordnung änderte sich mit Napoleon. Das Bistum Trier wurde aufgehoben, Ochtendung selbst kam zum Kanton Polch, das seinerseits von 1802 bis 1821 dem französischen Bistum Aachen unterstellt war. Doch durch die Bulle De salute animarum (1821) kehrte Ochtendung bald wieder heim zur neu gebildeten Diözese Trier.
Die Recherche hinsichtlich der kirchlichen Gebäude erweist sich als schwierig, weil ein verheerender Brand 1734 einen großen Teil des Dorfes, darunter auch das Pfarrhaus mit dem Pfarrarchiv, zerstörte. Sekundäre Quellen ergeben: 906 errichtete Erzbischof Radbod von Trier die Dekanate im Bistum Trier. Ochtendung wurde Sitzstandort eines Dekanats (s. o.). Schutzpatron wurde Martin von Tours (St. Martin), bei damals gegründeten Kirchen ein sehr häufig gewählter Heiliger. Als Sitzstandort verfügte Ochtendung mit Sicherheit über eine Kirche, höchstwahrscheinlich auch bereits über einen Turm. Der noch heute bestehende Glockenturm wurde im 12. oder schon im 11. Jahrhundert gebaut. Er erlebte an seiner Seite mindestens vier Gotteshäuser:
- Ein Gotteshaus aus dem 11. Jahrhundert bzw. aus der Zeit davor – zerstört bei dem o. a. Brand von 1734. Ob die Kirche, die abbrannte, tatsächlich die Kirche aus dem Hochmittelalter war, liegt im Dunkeln. Möglicherweise gab es noch eine, die jener aus der Frühzeit folgte und dann den Flammen im 18. Jahrhundert zum Opfer fiel.
- Es folgte eine Kirche, errichtet zwischen 1769 und 1771. Konsekriert wurde sie am 9. November 1775 von Bischof Clemens Wenzeslaus. Pfarrer war damals J. P. Kraft. Dem Geist der Aufklärung entsprechend war es ein relativ einfacher, nüchterner Bau, überschaubar von der Größe.

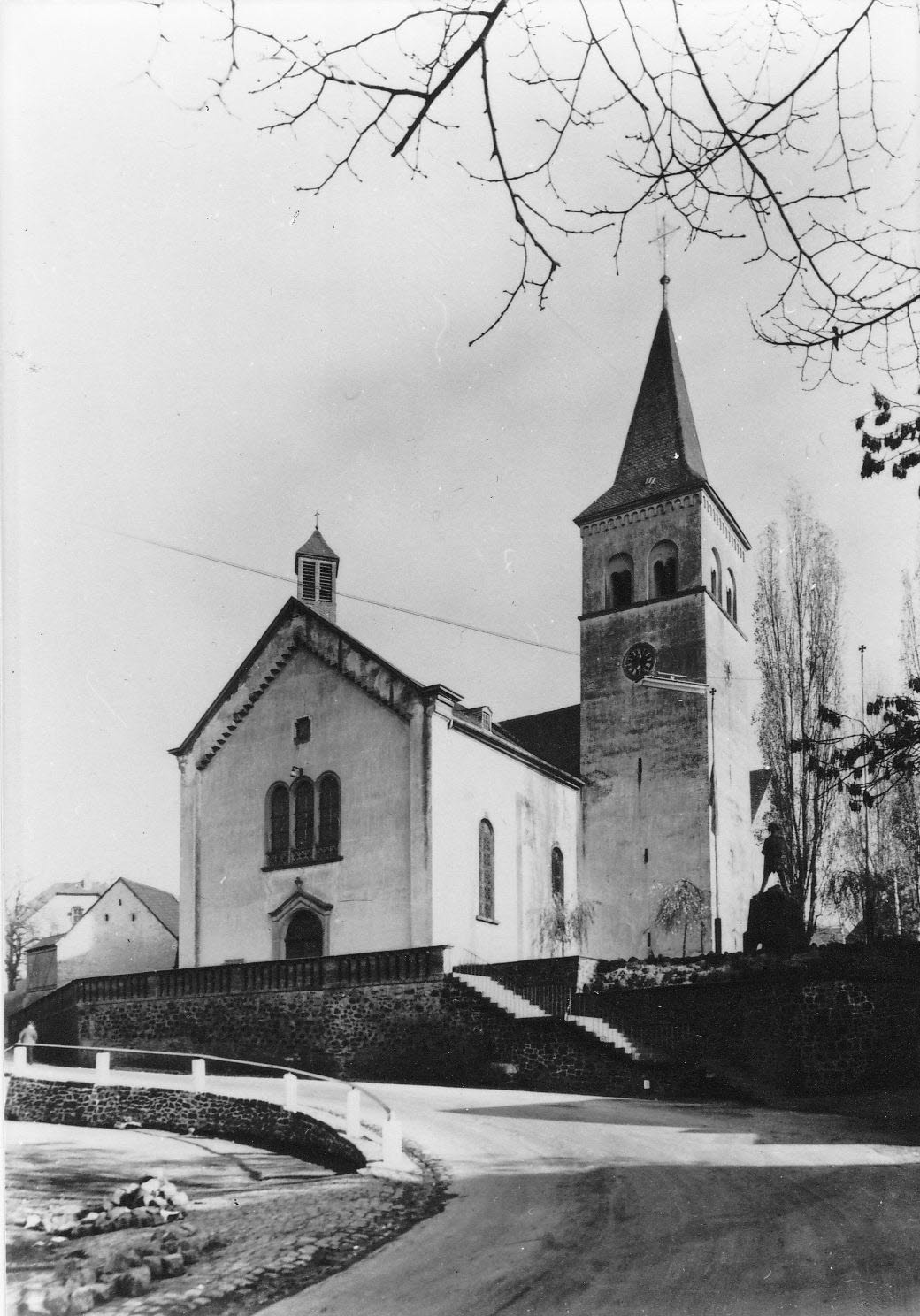
Kirchengebäude in der Zeit 1851–1958

- Erneute Brände im Ort wüteten in den Jahren 1809 und 1849. Danach kam es 1851 zu einem Erweiterungsbau und zu einer umfassenden Renovierung. Die Maßnahmen verliehen der Kirche einen neuen Charakter. Konsekriert wurde sie von Bischof Arnoldi am 24. September 1851. Gravierende Fehler in der Baukonstruktion und auch die Folgen der Brände im Umfeld förderten erhebliche Schäden, die dringend behoben werden mussten. Die beiden Weltkriege und mangelnde finanzielle Möglichkeiten ließen jedoch keine Neuerungen zu.
- Erst 1958 kam es zu der aktuellen Kirche. Pfarrer und Definitor Georg Scheid zeichnete verantwortlich. Kaplan Karl Spangenberg stand ihm zur Seite. In zwei Wochen, vom 2. bis zum 18. Januar 1957, wurde die alte Kirche abgerissen und an gleicher Stelle die neue in der Zeit von März 1957 bis März 1958 gebaut. Die raschen Baumaßnahmen waren deshalb möglich, weil zahlreiche Personen von Ochtendung mit eingebunden waren. Der ganze Ort war in Bewegung. Die Unternehmer der örtlichen Bimsfabriken stellten neben den Landwirten für die Ab- und Antransporte ihre Fahrzeuge zur Verfügung, Bäckereien, Fleischereien sowie Privatpersonen sorgten für Essen und Getränke. Die Planung lag in den Händen des Architekten Alfons Leitl aus Trier, später Rheydt, die Bauleitung oblag dem Trierer Architekten Klaus Frey. Den Rohbau errichtete die Philipp Holzmann AG, Frankfurt. Örtliche Unternehmen übernahmen die weiteren Handwerkerarbeiten. Der Gesamtaufwand für den Neubau der Kirche betrug 850.000 DM. Hinzu kamen die zahlreichen Sachspenden, Transportleistungen und kostenfreien Arbeitsstunden aus der Bevölkerung. Am 23. März 1958 konsekrierte der Trierer Bischof Matthias Wehr die neue Pfarrkirche.[13] 1987 führten Renovierungsmaßnahmen zu erheblichen Veränderungen im Innenraum der Kirche. Grund waren statische Verbesserungen und eine neue Sichtweise im Hinblick auf die Art der Gestaltung der heiligen Liturgie. Die Folge: Kanzel und Kommunionbank wurden entfernt, der Altartisch rückte ins Zentrum des Altarraumes. Weiterhin wurde die Innenwand der Kirche rundum verklinkert.

Ochtendung ist seit dem 1. Januar 2023 Sitz der neugegründeten Pfarrei St. Lubentius Ochtendung. Sie besteht aus den bisherigen 6 Pfarreien Gondorf, Kobern, Lehmen, Lonnig, Welling und Ochtendung der ehemaligen Pfarreiengemeinschaft Ochtendung-Kobern. Diese neue Pfarrei gehört zum Pastoralen Raum Maifeld-Untermosel, der seinen Sitz ebenfalls in Ochtendung hat.

## Architektur
Regierungsbaurat Alfons Leitl gab der Pfarrkirche St. Martin die Form eines ungleichseitigen Achtecks.

St. Martin, Kirche in Ochtendung, Grundriss, Stand 2019

Sie erweckt die Vorstellung eines Schiffes mit Bug, Flanken, Deck und Luken. Um den inneren Hauptraum herum liegen an der Südseite die Sakristei, der Raum für die Messdiener, die Marienkapelle, der Windfang im Turm und die Taufkapelle. Auf der gegenüberliegenden Seite befinden sich die Nothelfer-Kapelle mit dem Martinusaltar und die Gedenknische zwischen zwei Beichtstühlen. Die Kirche ist geostet.
Im Kircheninnern fällt der Blick auf die 14 schlanken, achteckigen Stahlbetonsäulen von 0,60 m Durchmesser. Sie tragen sieben Stahlbetonbinder und die dazugehörenden sichtbaren Querriegel. Über den Bindern liegt das Dach, unter den Bindern hängt die Decke.
Das Mauerwerk ist doppelwandig. Die äußere 50 cm dicke Wand besteht aus gesägten und weiß verfugten Schiefersteinen der Mayener Schiefergruben. Die innere Mauer ist eine 12 cm starke Bimssteinwand, mit der Außenmauer durch Eisendrahthaken verankert. Hinzu kommt seit der grundlegenden Renovierung 1987 die Innenverklinkerung. Sie gibt dem Innenraum Wärme und Ruhe zugleich. Durch den Abstand der Verklinkerung von der Holzdecke scheint das Dach förmlich über dem Kirchenschiff zu schweben.
Die Maße der Pfarrkirche
- Gesamtlänge außen: 45,50 m
- Gesamtbreite außen: 35,10 m
- Länge der Kirche innen: 40,45 m
- Breite der Kirche innen (breiteste Stelle): 25,20 m
- Höhe der Kirche bis zum First: 20,00 m
- Grundfläche des Hauptraumes: 786,20 m² (1247,75 m² einschließlich Nebenräume ohne Turm)
- Kapazität Hauptkirche: etwa 700 Sitze (Kapazität insgesamt: etwa 850 Sitze)[14]

Auf Beschluss des Pfarrverwaltungsrats der Pfarrei St. Martin Ochtendung wurde die Pfarrkirche St. Martin Ochtendung im Mai 2021 bis auf Weiteres geschlossen. Grund: Dem Verwaltungsrat lag ein Gutachten vor, dass die abgehängte Prismen-Holzdecke erhebliche Mängel aufweist (Schrauben haben sich gelockert), so dass von der Decke eine Gefahr für die Gottesdienstbesucher ausgeht. Nach Schließung der Ochtendunger Pfarrkirche hatte der Ochtendunger Schützenverein der Pfarrgemeinde seine Schützenhalle für die Gottesdienste an den Wochenenden zur Verfügung gestellt. Erstmals fand am 5. Juni 2021 der Gottesdienst in der Schützenhalle statt. Ende des Jahres 2021 wurde dann aus Sicherheitsgründen bis zu einer endgültigen Lösung ein Fangnetz unterhalb der Decke angebracht; das Kirchengebäude konnte damit wieder öffentlich genutzt werden.

## Innenraum

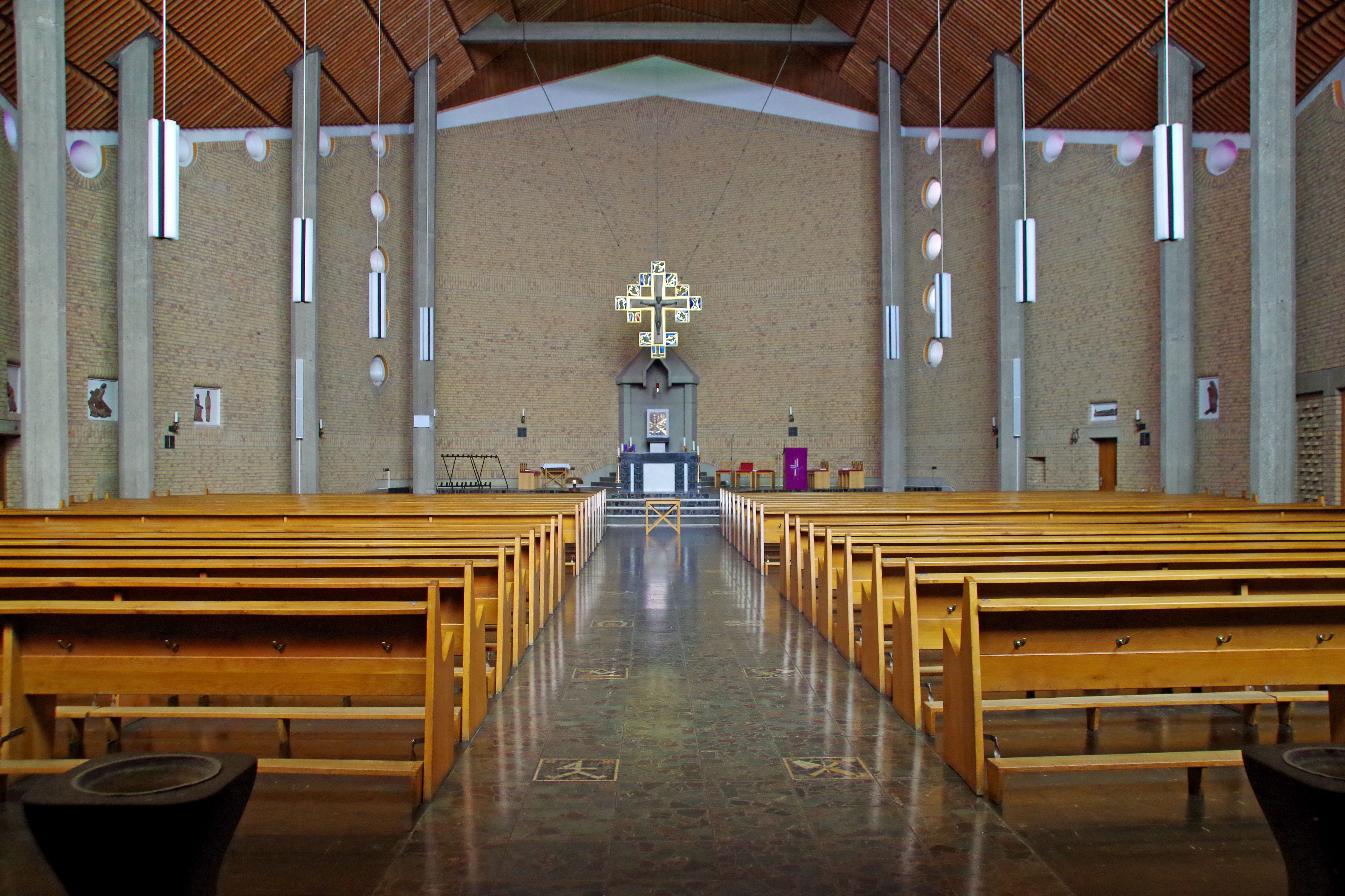
Innenraum der Ochtendunger Kirche St. Martin

Die nachfolgende Beschreibung orientiert sich an der unter ‚Architektur‘ vorgegebenen Grundrissskizze.

### Hochaltar mit Tabernakel und Altarkreuz

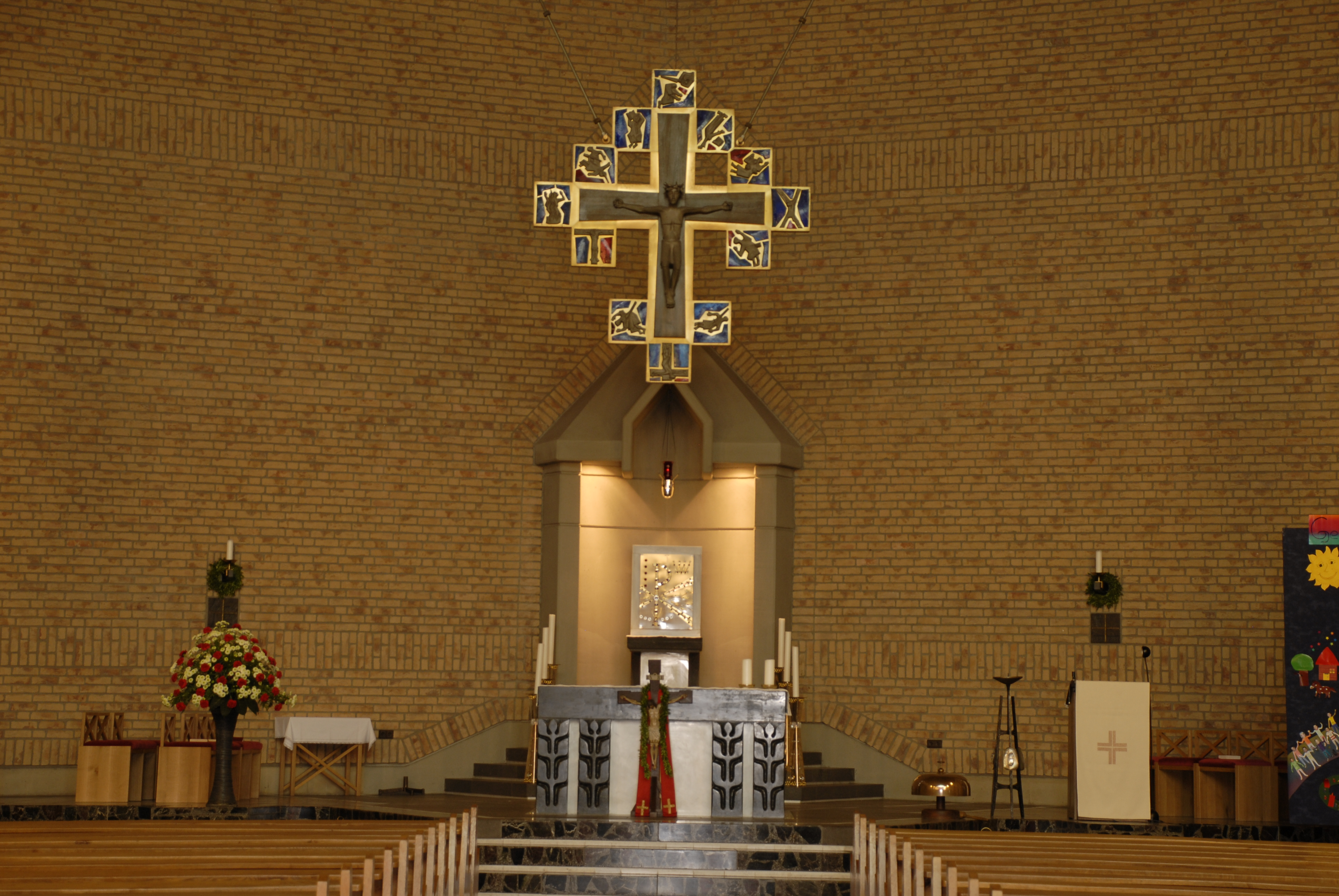

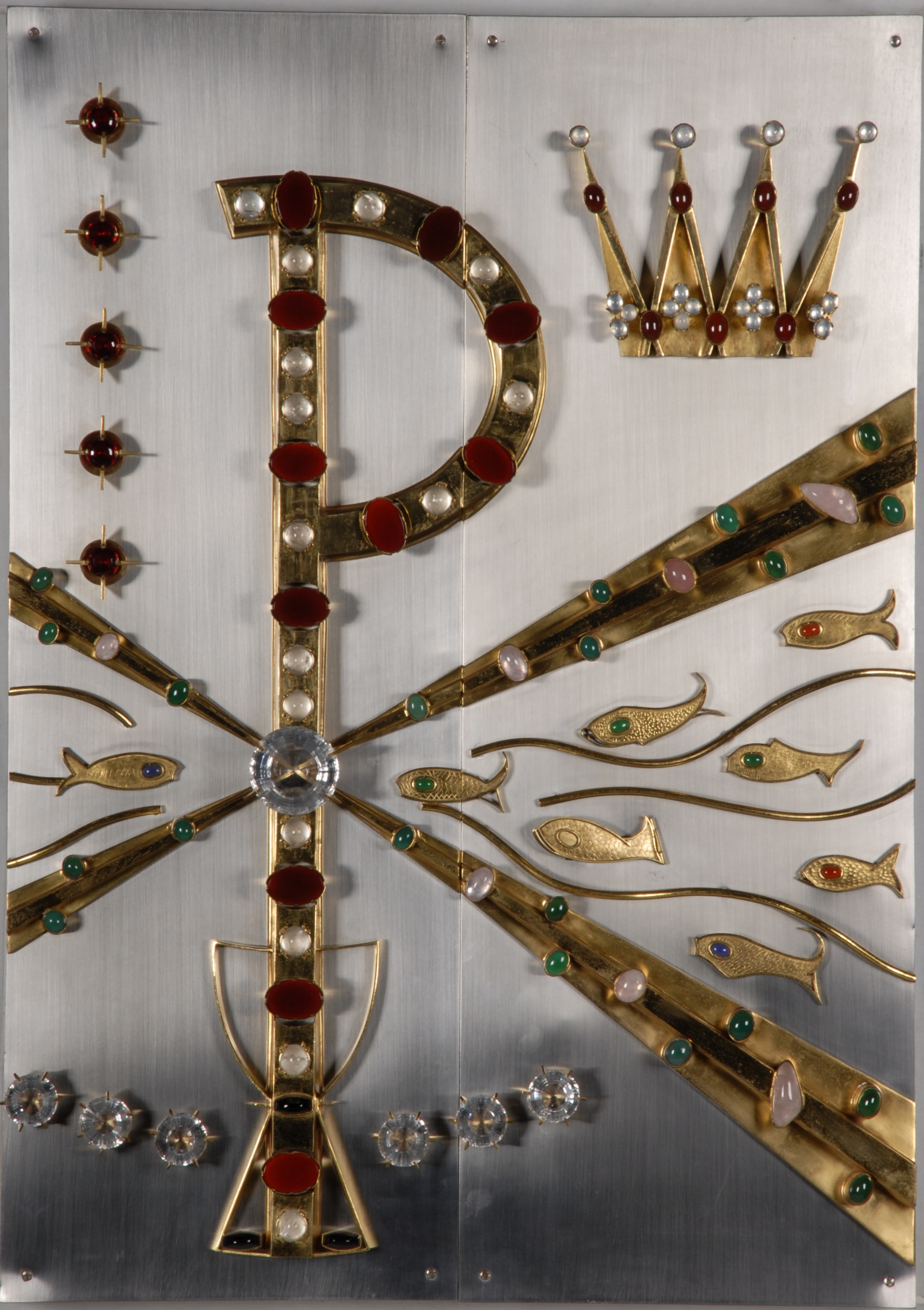
Tabernakel

Die Mensaplatte des Altares (3 m × 1 m × 0,25 m) und seine Stützen mit ausgehauenem Blattwerk sind aus grünem Marmor, genannt Verde San Paolo. Er stammt aus einem Bruch nördlich des Comer Sees, in der Nähe des Wallfahrtsortes Torre di Santa Maria. Die Füllungen zwischen den Altarstützen wie auch der spitzzulaufende, zeltartige Tabernakelaufbau sind aus weißem, leicht gezeichneten und fein durchschattetem kristallinischem Marmor gearbeitet. Seine Herkunft: Laas (Südtirol) westlich von Meran.
Im Altar ruhen Reliquien des Papstes Pius X., der Martyrin Maria Goretti, des Märtyrers Titus (Bibel), der Priester Gregor III. (Porto) und Orosius, der Bischöfe Paulinus von Trier und Modualdus sowie Reliquien, die sich vorher im Hochaltar der alten Kirche befanden.
Reiche Symbolik kennzeichnet den Tabernakel. Das Px (= griechisch P für Rho und x für Chi) steht für das Monogramm Christi und deutet die Gegenwart Christi an. Im Schnittpunkt des Px befindet sich ein großer runder Bergkristall, die Hostie versinnbildend. Er und der Kelch darunter weisen hin auf den gegenwärtigen eucharistischen Christus. Fischlein (stehen für Menschen) schwimmen auf die Hostie zu. Die fünf Rubine o.li. deuten auf die fünf Wunden und damit auf das Leiden und Sterben Jesu.
Im Zentrum des Kreuzes über dem Altar ist der Korpus des Gekreuzigten (als Christus König) zu sehen. Rundum befinden sich die zwölf Apostel und der heilige Stephanus. Alle sind typisiert wiedergegeben im Märtyrertod.

### Sakristei

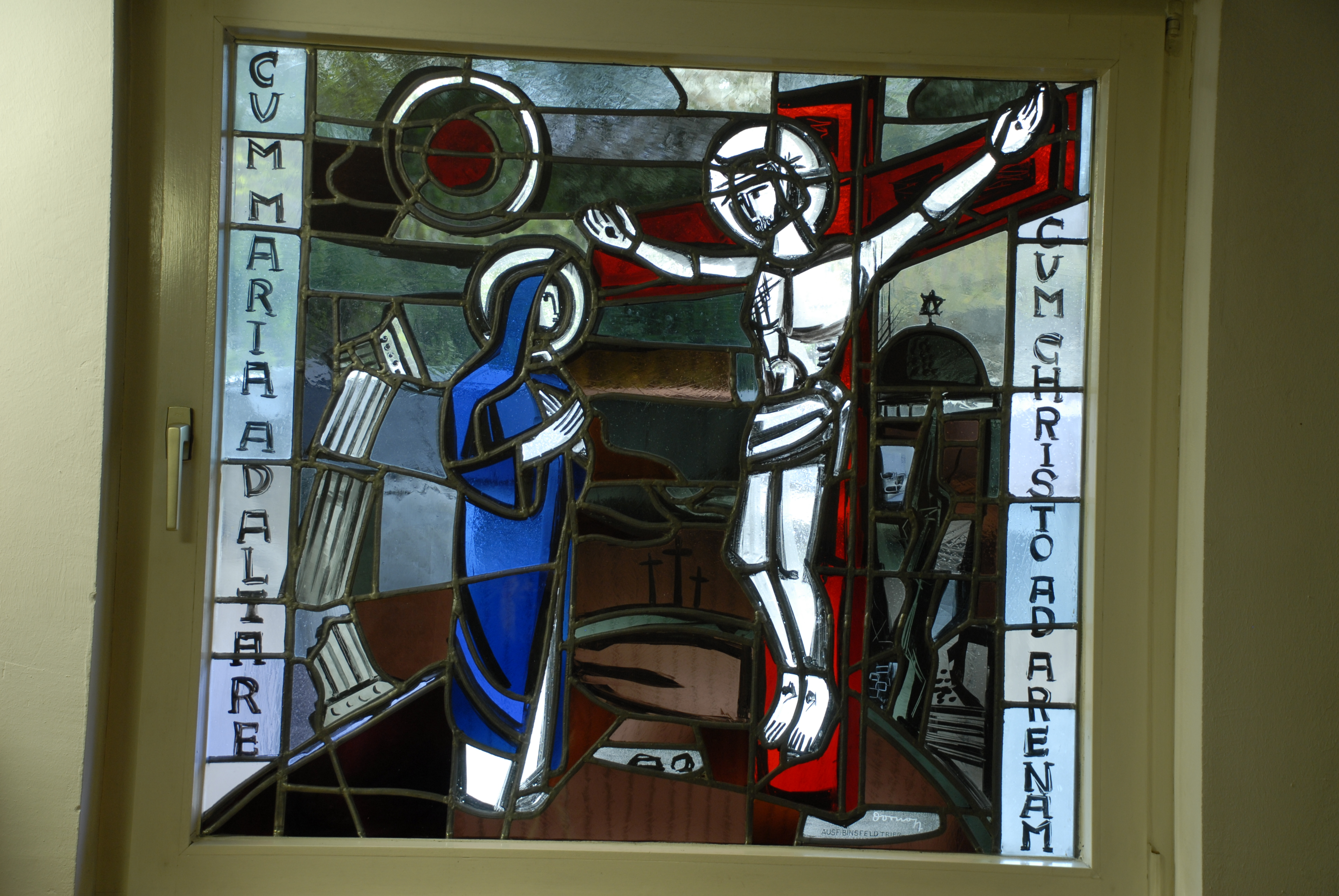
Sakristei – ‚Maria am Altar‘

Priester- und Messdienersakristei sind miteinander verbunden. Von hier aus gelangt man auch zu den Außenanlagen. Beide Räume schmücken Glasfenster. In der Priestersakristei befindet sich ein Fenster „Cum Maria ad altare“ – mit Maria an dem Altar, in der Messdienersakristei zeigt ein weiteres eine Darstellung des Martyriums des jungen Tarzisius. Das Bild soll die Liebe und Treue der Messdiener zum eucharistischen Heiland zum Ausdruck bringen.

### Die Seitenkapellen

#### Marienkapelle

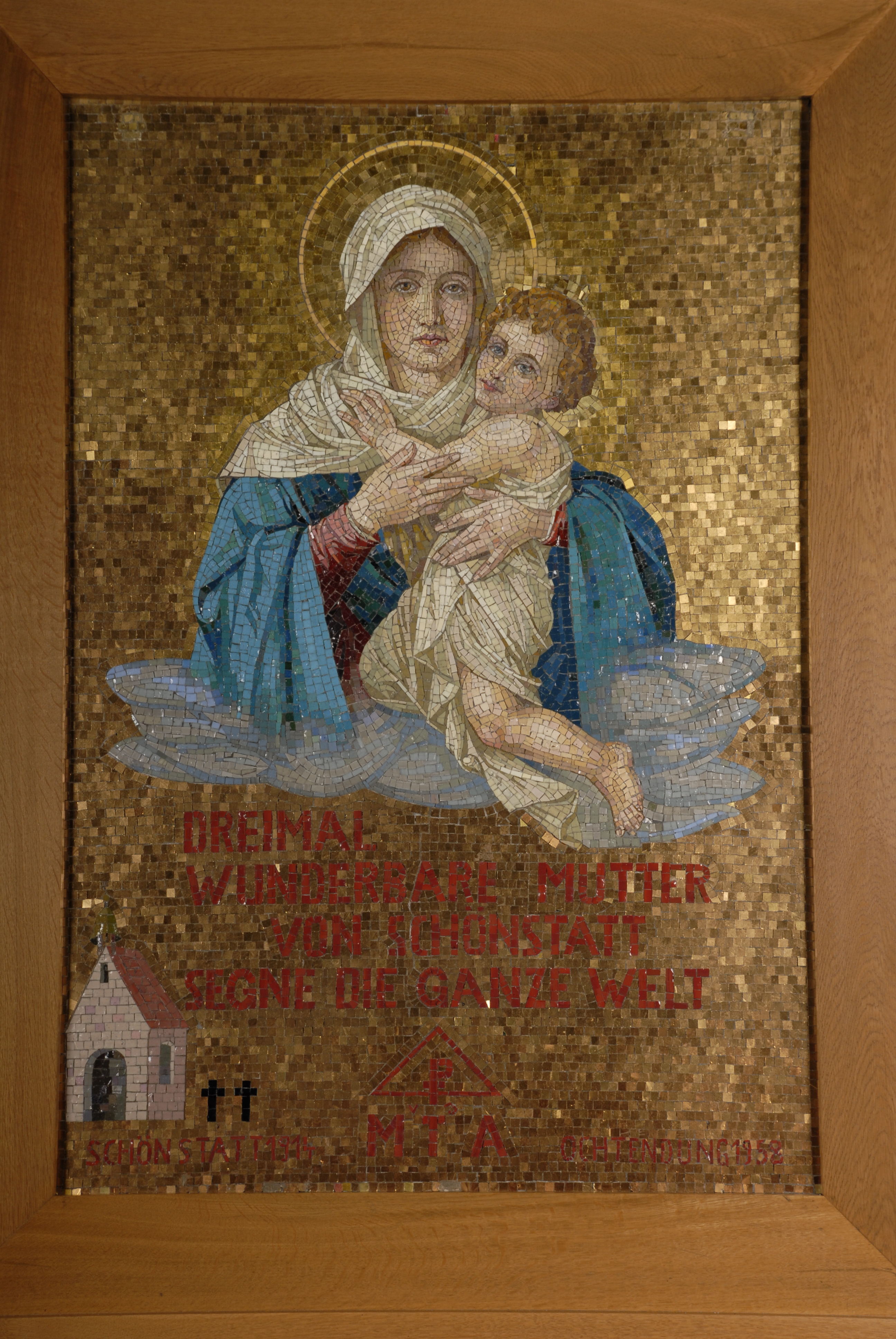
Mosaik in der Marienkapelle

Die Marienkapelle, eine Huldigung der Gottesmutter Maria, ist die größte der seitlich angeschlossenen Kapellen und von dem Hauptraum durch Glaselemente abgetrennt. Im Zentrum der Frontwand findet sich in Mosaik das Bildnis der Gottesmutter von Schönstatt (Schönstattbewegung) „Mater Ter Admirabilis“ – dreimal wunderbare Mutter. Auch sehenswert die sieben Glasfenster an der Außenseite mit den Motiven
- Maria, unbefleckte Empfängnis
- Maria, frei geblieben von jeder persönlichen Sünde
- Maria, immerwährende Jungfräulichkeit
- Maria Himmelfahrt
- Maria, Mitwirkung am Erlösungswerk Christi
- Maria, Vermittlerin aller Gnaden durch ihre Fürbitte bei Gott
- Maria, Mutter und Königin der Menschen

Die Entwürfe stammen von Rudi Schillings, Trier. Die Ausführung oblag der Firma Binsfeld, Trier.

#### Taufkapelle

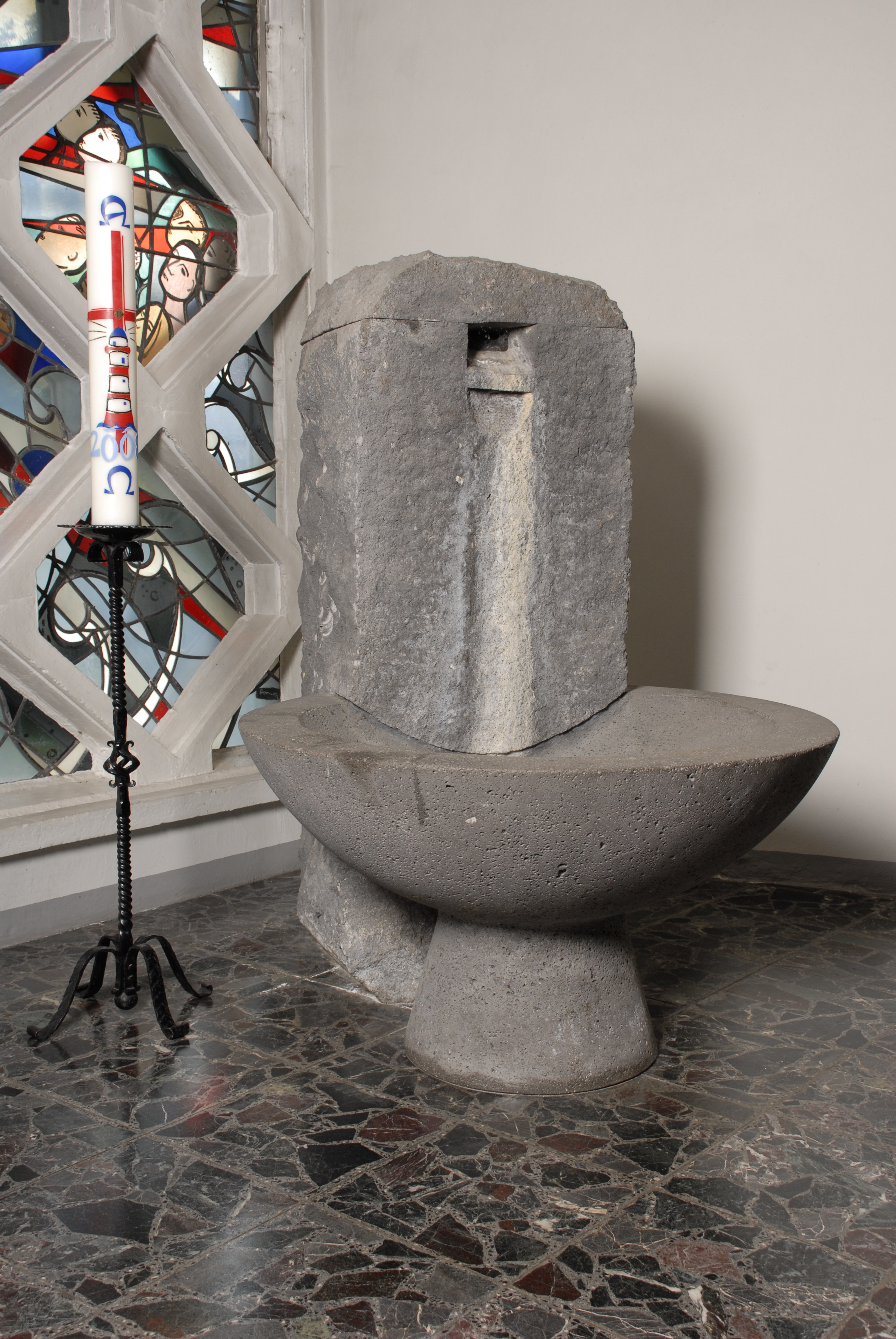
Taufbecken

Vom Hauptraum ist die Taufkapelle durch eine schmiedeeiserne Tür getrennt. Das Glasfenster zeigt Täuflinge aller Rassen, die nach altchristlichem Taufritus ins Taufbecken hinabsteigen und nach der Taufe als neugeborene Gotteskinder wieder heraufkommen. Originell ist der Taufbrunnen: Aus einem unbehauenen Basaltfelsblock fällt Taufwasser durch eine Rinne. Bei einer Taufe wird das Wasser aufgefangen und das Kind über dem runden vorgelagerten Basaltbecken getauft.

#### Nothelfer-Kapelle

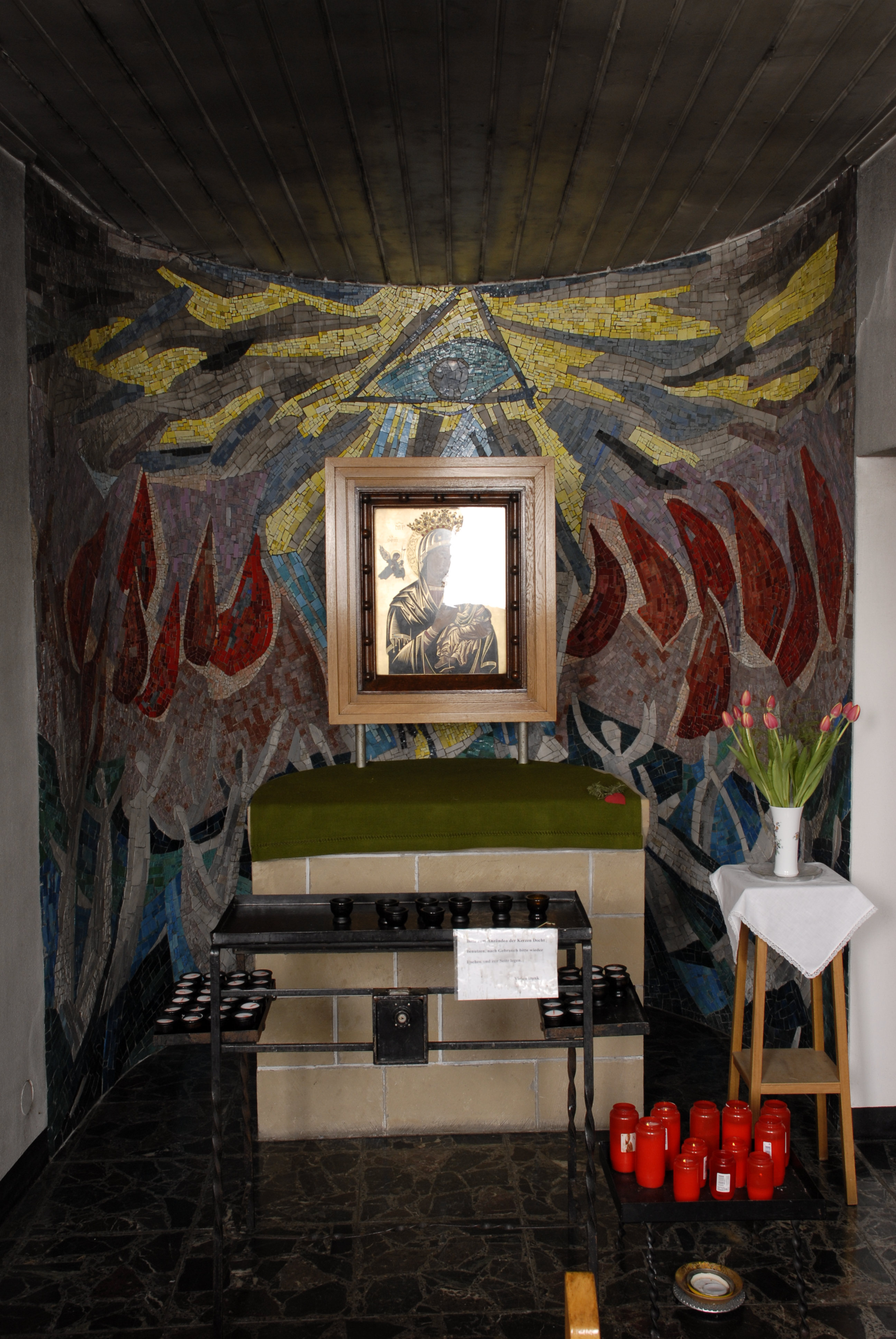
Martinuskapelle

Sie wird im Volksmund auch Martinuskapelle oder Heiligenkapelle genannt.
Die Kapelle gilt als stiller Gebetsraum für das private Gebet und die Verehrung der Heiligen. Da die Kirche dem Patrozinium des Martinus von Tours unterstellt ist, hat man im Gedenken an ihn an einer Seite eine Schiefersteinplatte angebracht mit dem Motiv ‚Martin teilt den Mantel‘.
Auf ihr finden sich auch zwei Kirchen porträtiert, die Vorgängerkirche und die neue, aktuelle Kirche. 1851 weist auf das Jahr hin, in dem die alte Kirche konsekriert wurde. Sie bestand, s. o., bis 1957 – dem Jahr, als man begann, die neue Kirche zu bauen. Die weitere Zahl 1190 auf der Steinplatte besagt: Die Pfarrei Ochtendung wird Bestandteil des Domkapitels Trier.
Die Stirnseite der Kapelle wie auch die Statue des heiligen Josef ist als Mosaik gestaltet. Es zeigt die armen Seelen im Fegefeuer. Inmitten eines Flammenmeeres recken Menschen die Arme sehnsüchtig nach Gott empor. Das Standbild davor „Dreimal wunderbare Mutter …“ stammt noch aus der Vorgängerkirche, ebenso die Statue des Sebastian (Heiliger).

#### Gedenknische

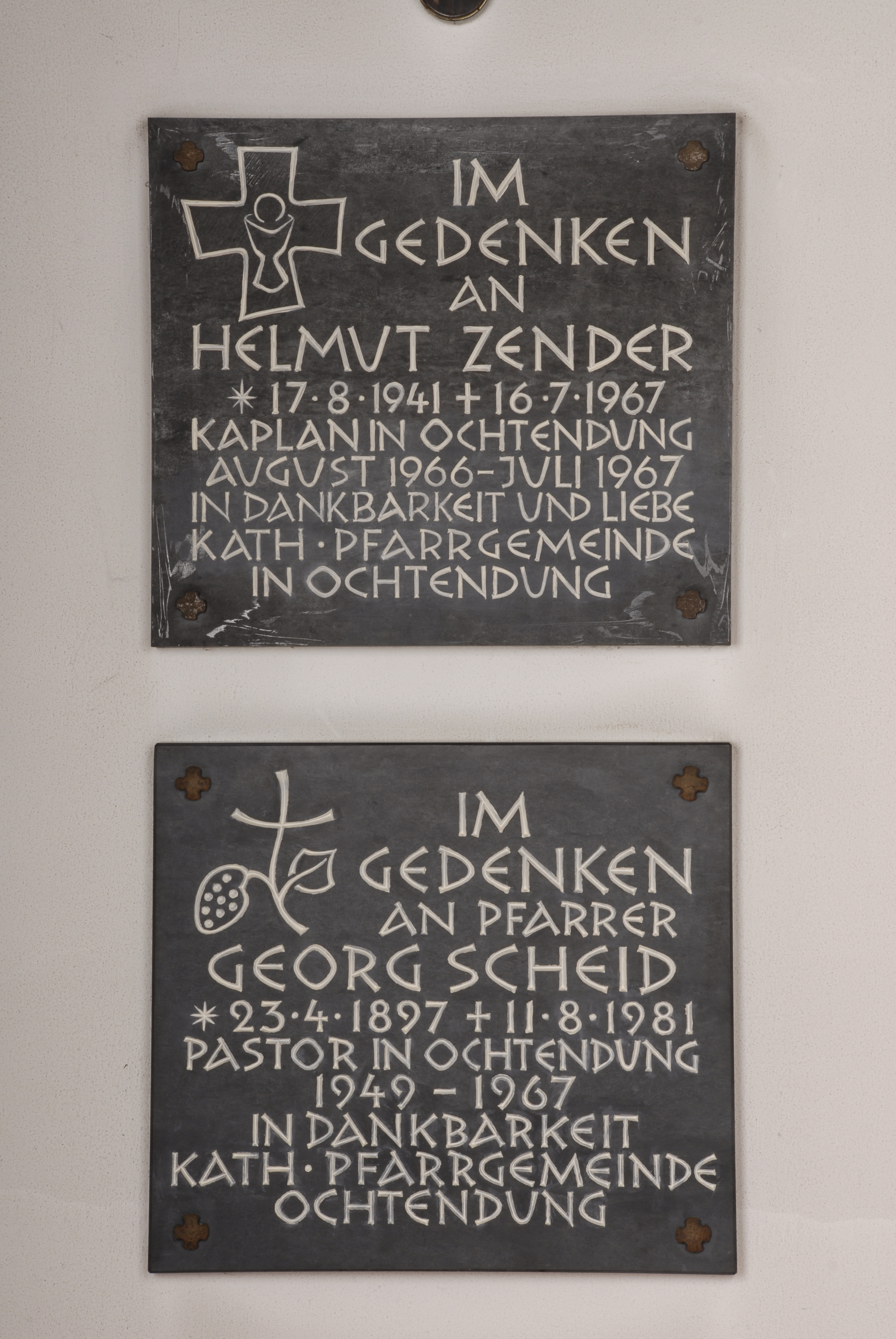
Tafeln in der Gedenknische

Neben der Martinuskapelle sind in einer Nische zwei Gedenksteine angebracht: Sie würdigen die Verdienste von
- Dechant G. Scheid, dem fachkundigen und umsichtigen Erbauer der Kirche und
- Kaplan H. Zender, einem beliebten Jugendseelsorger, der noch während seiner Dienstzeit in Ochtendung im Alter von 26 Jahren verstarb.

### Meistermann Glasfenster
Prägend für die Kirche ist das Meistermann-Glasfenster (Ausführung Firma Derix in Kaiserswerth). Georg Meistermann (1911–1990) gilt als der führende Glasmaler des 20. Jahrhunderts.
Unter dem Thema ‚Heimholung der Welt zu Gott‘ gestaltete er ein überdimensionales, über dem Eingangsbereich in Stahlbeton-Maßwerk eingefügtes Fassadenfenster. Es misst insgesamt 156 m² (reine Glasfläche 120 m²), hat 38 Ganzfelder und 20 Halbfelder und erzielt, nach Westen hin ausgerichtet, bei abendlichem Lichteinfall eine besondere Wirkung. Meistermann gestaltete abstrakt-symbolisch und lässt Interpretationen Spielraum. Er schuf
- Gott in den drei Symbolen des Auges (Gott Vater), des Kreuzes (Gott Sohn) und der Taube (Gott Heiliger Geist). Zum Dreifaltigen Gott soll die Menschheit heimkehren.
- den Engel Gabriel, weil er reines Geistwesen ist, deuten ihn nur einige Zeichen an: Das kreisende Flügelgewoge, ein Auge (Symbol der geistigen Erkenntniskraft) und seine verkündend befehlende Hand (Symbol der geistigen Willens- und Tatkraft).

Bildlich-gegenständlich ist Maria dargestellt, kniend, fast schwebend und hineinsinkend in das gewaltige Geheimnis der Verkündigung.
Das Fenster kann auch als ein Blick auf die göttliche Vorsehung gesehen werden. Sie umfasst die ganze Sorge Gottes um die Heimholung der Menschheit in die göttliche Gemeinschaft.
Mit dem harmonischen Zusammenspiel von Farbe, Licht, Bewegung, Abstraktion zieht Meistermann äußerst gekonnt alle Register der Glasmalerei.
Die Kirche verfügt mit dem Fassadenfenster über ein Kunstwerk von allerhöchstem Rang. In zahlreichen Kunstführern wird das Werk immer wieder beschrieben. Detailliertere Ausführungen sind u. a. nachzulesen in der Broschüre von Pastor Scheid, G., Führer durch die Pfarrkirche in Ochtendung, Trier 1959
In Zusammenhang mit dem Meistermann-Glasfenster kam es am 12. September 1958 zu einer äußerst amüsanten Begebenheit. An diesem Tag war der damalige Bundespräsident Theodor Heuss mit dem rheinland-pfälzischen Ministerpräsidenten Altmeier, dem Generalinspekteur der Bundeswehr und weiteren bedeutenden Militärs auf dem Weg zum Manöver „Brückenschlag“, welches im Bereich der Vordereifel abgehalten wurde.
Weiter dazu Hanna Frielinghaus-Heuss, Nichte von Theodor Heuss, in ihrem Buch ‚Heuss Anekdoten‘: „Der Bundespräsident und die begleitenden Generäle fuhren durch ein Dorf (Ochtendung, d. Verf.), in dem ihm eine neue Kirche mit wundervollen Glasmalereien auffiel. Er hielt sie für eine Arbeit von Meistermann. Heuss ließ den ganzen Konvoi anhalten. Man musste den Pfarrer holen, und er betrachtete ausgiebig und mit genießender Freude das tatsächlich von Meistermann stammende Werk. Die hohen Offiziere, nervös geworden, da sie für den weiteren Ablauf die militärische Pünktlichkeit gefährdet sahen, traten auf den Absätzen herum. Es ist gut, vermerkte Heuss sich halb entschuldigend, wenn auch die Bundeswehr noch mehr von der Kultur mitkriegt!“
Das Geschehen wurde auch in der Zeitschrift ‚Die Welt‘ festgehalten. Ihr zeitkritischer Betrachter Amadeus formulierte dazu mit einem liebenswerten lustig-listigen Augenzwinkern:
„Lieber Theo Heuss, Du hast neulich als Manövergast, eine Brücke sozusagen, neu zu Deinem Volk geschlagen. – Im soldatischen Getriebe, hast Du ruhig und mit Liebe, eine Kirche Dir betrachtet, und den ganzen Krieg missachtet. – Mancher General erstarrte, als Du dann von Deiner Warte, zu den Landsern sprachs im Gehen:  „Na ihr Jungs , nun siegt mal schön!“ – Amadeus dankt von fern, seinem hohen alten Herrn, der sein Land so freundlich lenkt, dass er nicht im Gleichschritt denkt.“
Aufgrund des Vorschlages eines Mitchristen hat der Pfarrverwaltungsrat im September 2019 beschlossen, das als Kunstwerk ausgewiesene große Meistermann-Kirchenfenster der Ochtendunger Pfarrkirche St. Martin bei Dunkelheit von Innen zu beleuchten, so dass das Kunstwerk auch bei Dunkelheit von außen gesehen und bewundert werden kann. Da die Beleuchtung des Fensters bei Dunkelheit bis 24:00 Uhr mit 2 LED-Strahlern und je 30 Watt Leistung vorgenommen wird, sind die Kosten mit ca. 40 €/Jahr relativ gering (Stand: 2020) und vertretbar.

### Orgel
Mit dem Bau der Kirche 1958 bekam sie auch eine neue Orgel. Es handelte sich um das Werk Opus 1157 von der Firma Johannes Klais Orgelbau in Bonn. Nachdem die Orgel zu Beginn mit 30 Registern geplant war, erhielt sie zunächst nur 15 Register, verteilt auf drei Manuale incl. Pedal.
Das Schwellwerk (3. Manual) verfügte über die Register Viola di Gamba 8‘, Holzgedackt 8‘, Koppelflöte 4‘, Principal 2‘ Siffflöte 1 1/3, Scharff 4 fach und Schalmey 8‘.
Zu den sieben wurden 1963 acht weitere Register ergänzt. Das Hauptwerk (2. Manual) setzte sich zusammen aus acht Registern: Gedaktpommer 16‘, Prinzipal 8‘, Rohrflöte 8‘, Spitzflöte 4‘, Quinte 2 2/3, Oktav 2‘, Mixtur 4-6fach, Trompete 8‘. Das Fuß-Pedal erhielt kein eigenes Register, konnte aber mit dem Gedaktpommer 16‘ vom 2. Manual gekoppelt bzw. geschaltet werden.
Weitere Ergänzungen sollten auf einem Podest auf der gegenüberliegenden Wand der Orgel sukzessive folgen. Im Laufe der Zeit arrangierte man sich jedoch mit der gegebenen Situation. Ergänzungen unterblieben und das Podest wurde 1987 im Rahmen der großen Renovierung der Kirche abgebaut. Finanzielle Gesichtspunkte spielten eine wesentliche Rolle, weshalb man auch auf eine kontinuierliche Wartung der Orgel verzichtete. Die Folge: Der Zustand der Orgel verschlechterte sich zusehends. Sie geriet in einen desolaten Zustand.
Am 18. November 2011 formierte sich der Förderverein Ochtendunger Kirchenorgel. Die Gründung hatte Folgen:
- 11. Dezember 2013: Ausschreibung der Orgelsanierung mit einer Ausbaustufe
- 08. Mai 2014: Vergabe der Orgelsanierung mit einer Ausbaustufe an die Firma Hugo Mayer, Orgelbau GmbH aus Heusweiler 1, Saarland
- 18. August 2014: Beginn der Sanierungs- und Ausbauarbeiten

U. a. erfolgten die Maßnahmen:

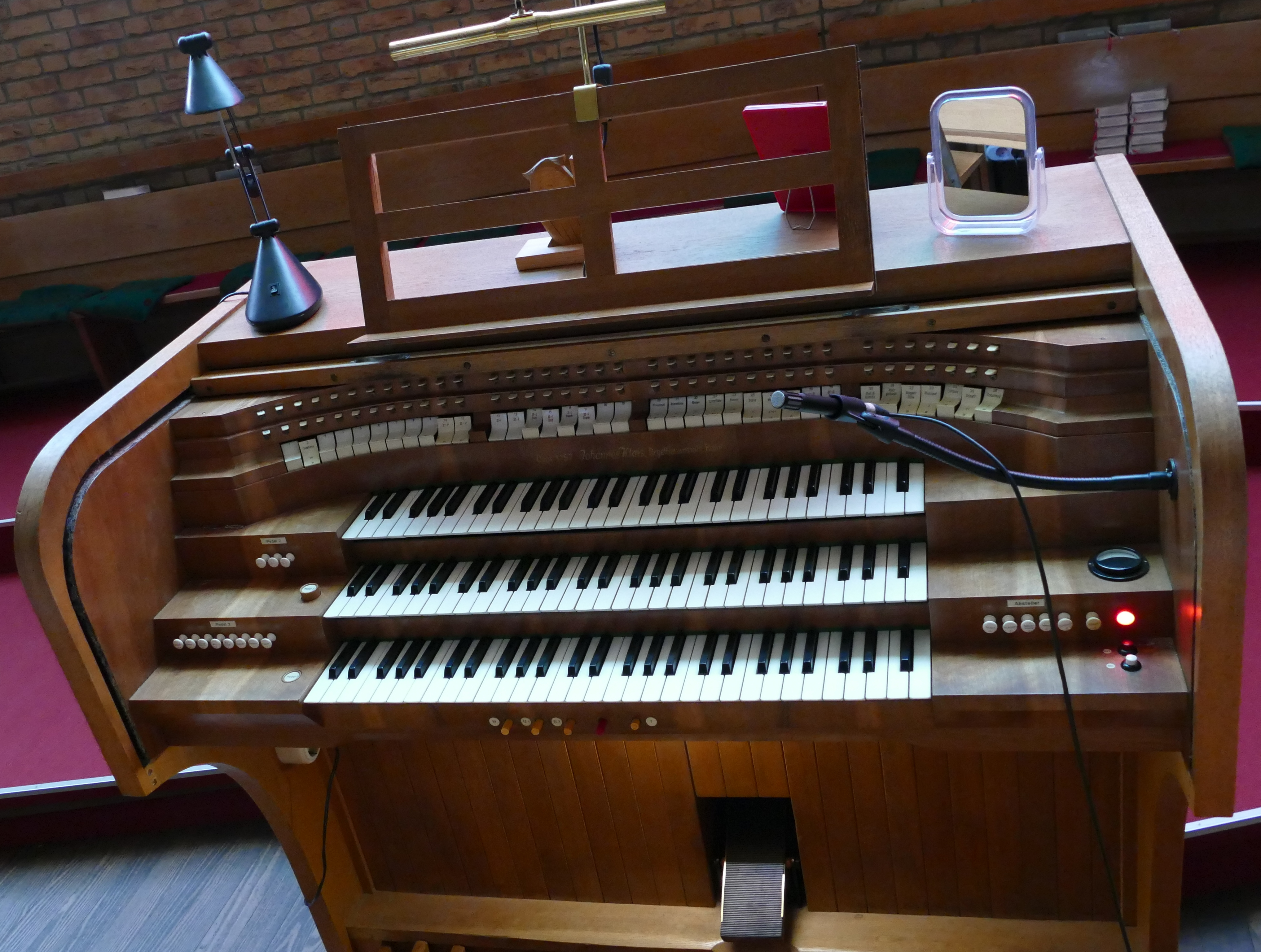
Orgelmanual

- Zuordnung eines eigenen Registers Subbass 16‘ zum Fußpedal
- Einbau eines neuen Registers „Oktave 4“‘ ins Hauptwerk (2.Manual)
- Schaltung einer Sub-Oktavkoppel vom Manual III auf Manual II
- Koppel von Manual II auf Manual I
- Einrichtung des ersten Manuals als Koppelmanual

Subkoppel: von Manual III auf Manual I
Superkoppel: von Manual III auf Manual I
Subkoppel: von Manual II auf Manual I
Superkoppel: von Manual II auf Manual I
- Einbau eines größeren Gebläses

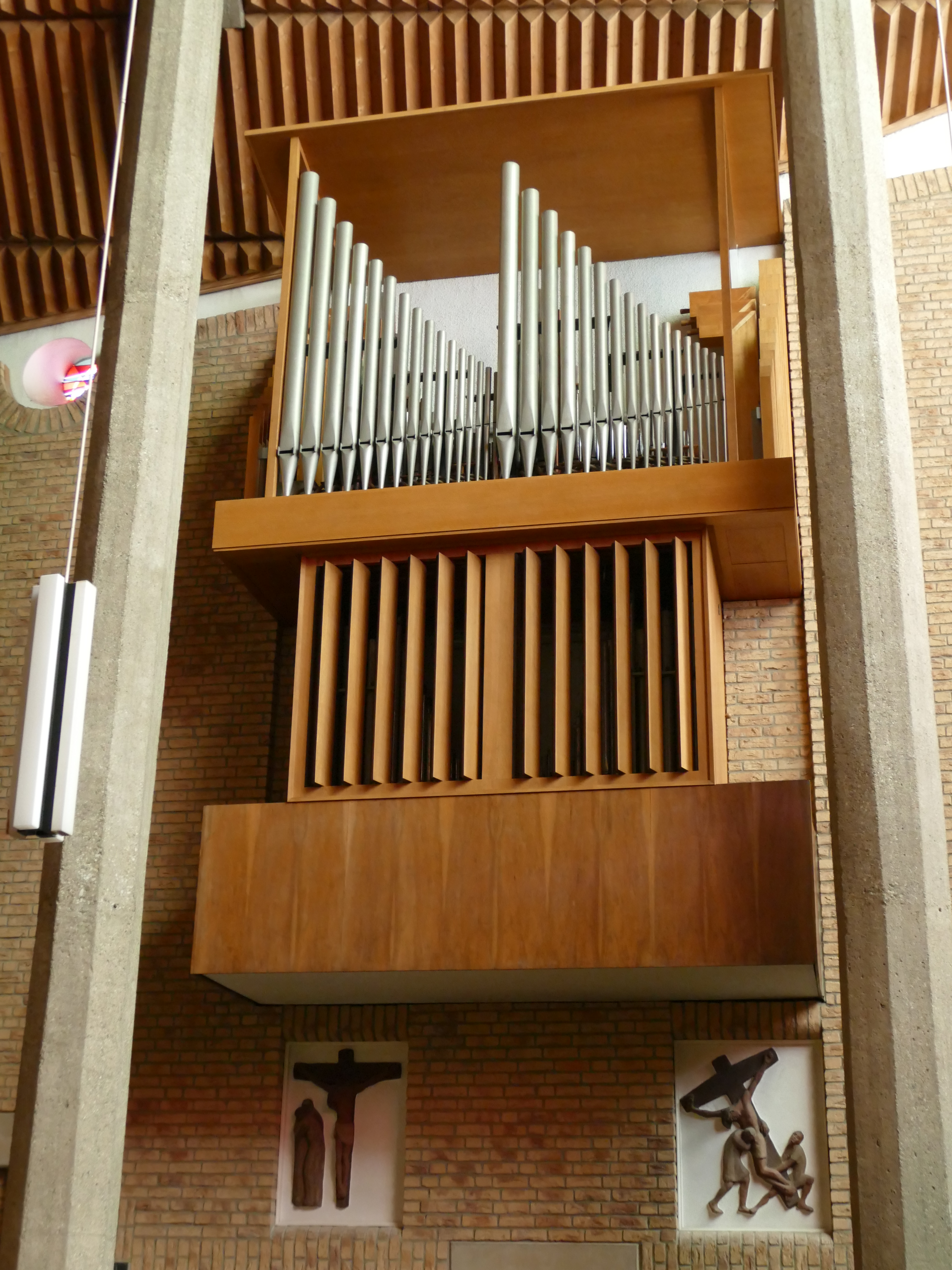
Orgelpfeifen

- 03. November 2014: Abnahme der sanierten Orgel durch den Orgelsachverständigen des Bistums Trier, Herr Bernd Kämpf
- 08. November 2014: Einweihung der Orgel durch Herrn Domkapitular a. D. Herrmann Engel, Organist: Herr Dekanatskantor Thomas Oster

Die Maßnahmen lohnten sich. Heute erklingt die Orgel variantenreich, voll organisch. Sie präsentiert sich in bestem Zustand.
Daten zur Orgel:
Höhe:   6,50 m
Breite: 4,00 m
Tiefe:  1,65 m
Gewicht: etwa 3 Tonnen
Längste Pfeife: 2,80 m
Kleinste Pfeife: 184 mm (4 mm Körper / 180 mm Fuß)
Orgelpfeifen (Anzahl):  1280
Werke:    3 Manuale (1 Werk nicht gebaut), 1 Pedal
Register (Anzahl): 16 (13 Register mit 56 Pfeifen, 2 Register mit 4-6-fachen Pfeifen und das Subbassregister mit 30 Pfeifen)

### Kreuzweg

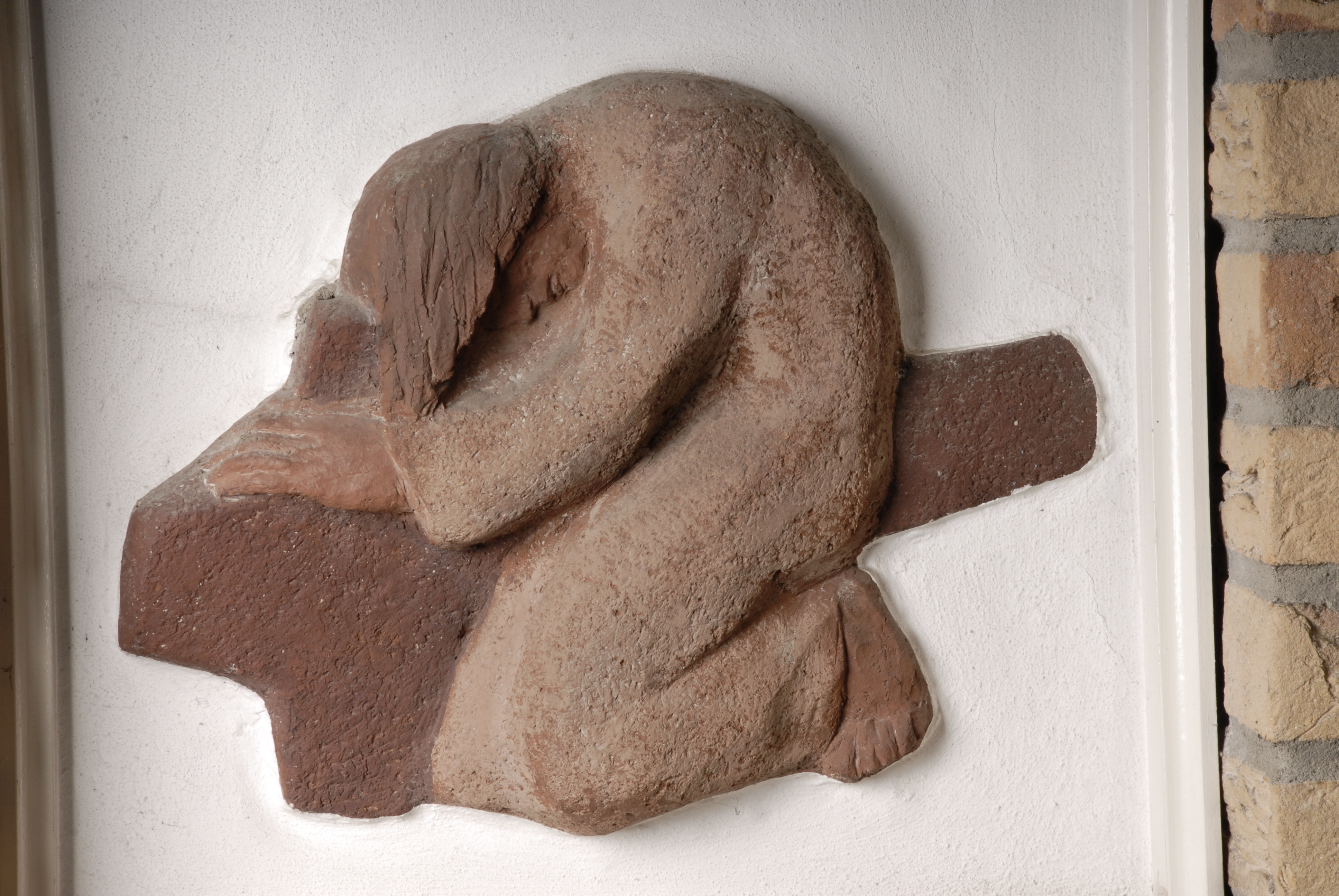
Motivbild aus dem Kreuzweg

An den Innenwänden der Kirche befinden sich 14 Stationen des Kreuzweges. Wie die Krippenfiguren so sind auch die plastisch, reliefartigen und etwa 70 cm hohen Darstellungen aus gebranntem Ton. Geschaffen hat sie Helmut Bourger (1929–1989), Bildhauer aus Höhr-Grenzhausen.
Hier exemplarisch Station 7: „Jesus fällt zum zweiten Mal unter dem Kreuz.“

### Bunte Rundfenster

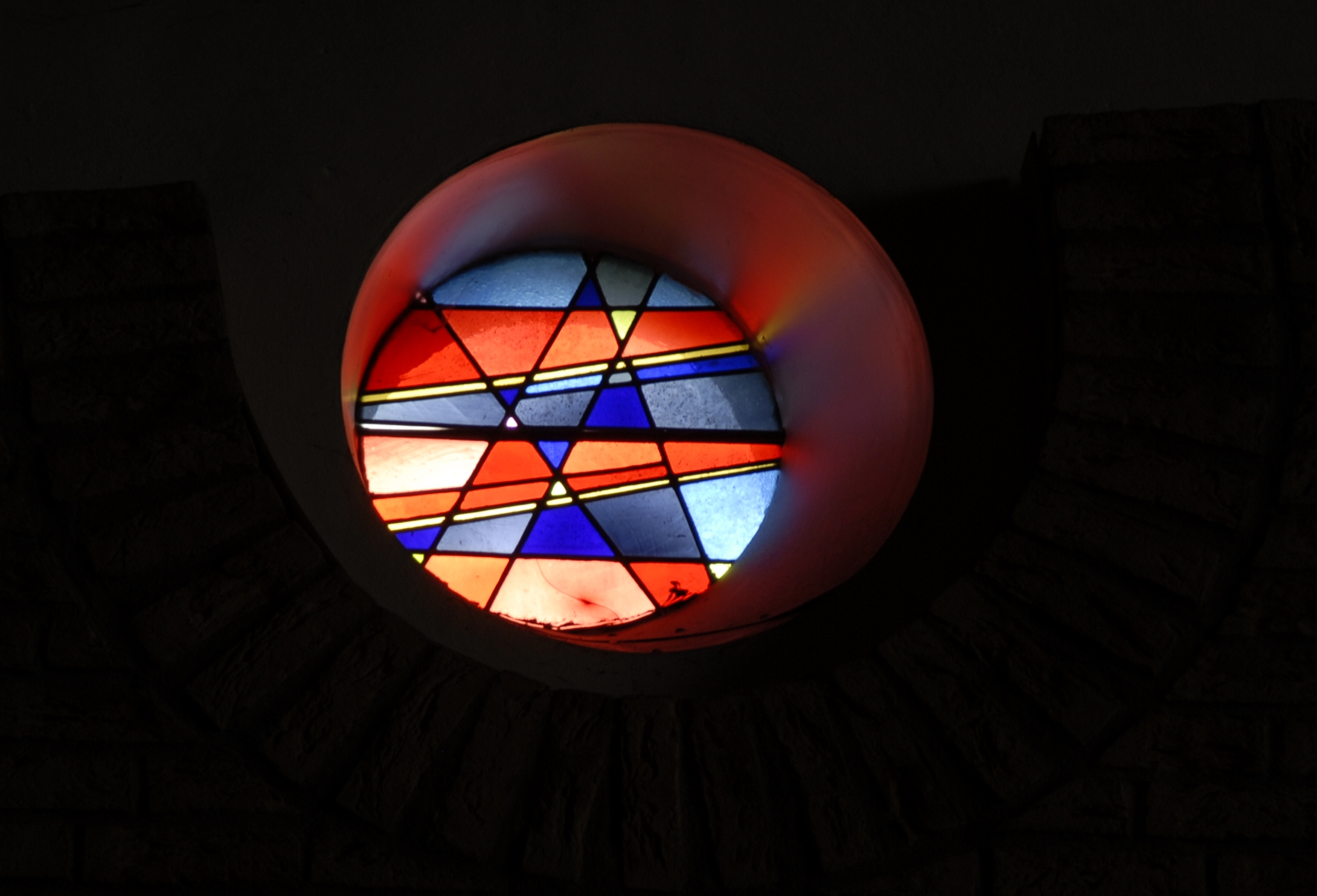
Rundfenster

Unter der Decke waagerecht und im Altarraum senkrecht befinden sich 35 kleine bullaugenartige Buntfenster. Sie schmücken den Raum der Kirche wie eine Perlenkette und leuchten besonders schön in der Dunkelheit nach außen, wenn die Kirche im Innern beleuchtet ist. Der Entwurf stammt von Hans Dornoff, Trier, die Ausführung oblag der Firma Binsfeld in Trier.

### Motivplatten im Fußboden
Der Besucher des Gotteshauses bewegt sich in den Gängen auf Betonplatten mit eingepressten und geschliffenen Marmorbruchstücken. 56 Symbolplatten aus Marmormosaik sind eingefügt. Sie mahnen, dass wir im Beruf, in der Freizeit, in der Familie stets im Sinne Christi wirken und die Gemeinschaft mit ihm vertiefen sollen. Die Motive der Symbole sind allumfassend gewählt. So finden wir u. a.:
- das Wappen von Ochtendung für Heimat
- die vier Elemente Luft (Vögel), Erde (Schnecken), Feuer (Flamme), Wasser (Fische) für Materie
- die Jahreszeiten Frühling (Kirschblüten), Sommer (Sonnenblumen), Herbst (Früchte) und Winter (Eiskristalle) für Gott ist Herr aller Zeiten
- Handwerke und Berufe für Pflichten im Alltag sowie weitere für Künste und Wissenschaften.

Fotos: Wappen Ochtendung, Zimmermann, Bimsindustrie, Medizin - Entwürfe: Hans Dornoff, Trier; Ausführung: Betonwerk Trier.

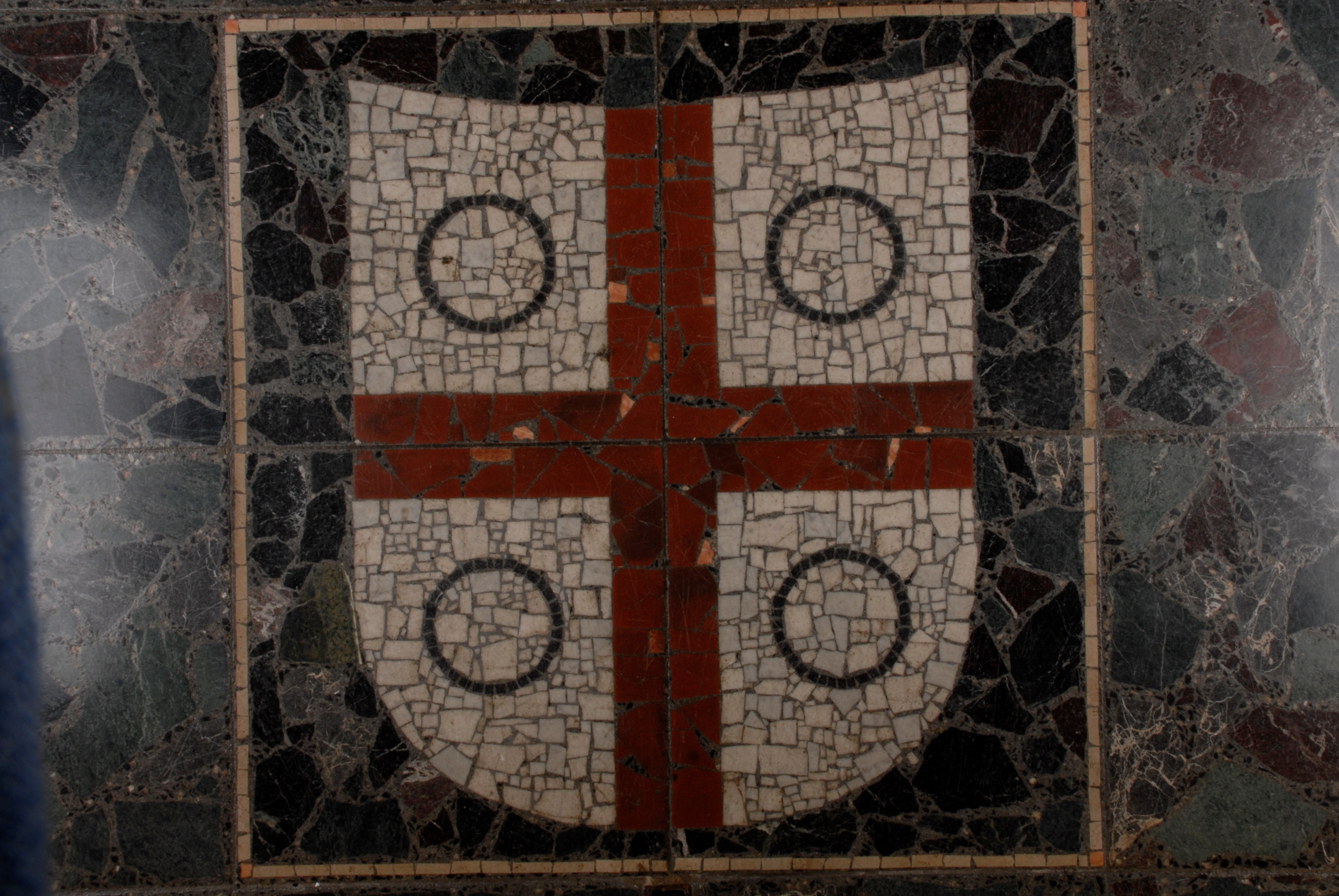
Wappen
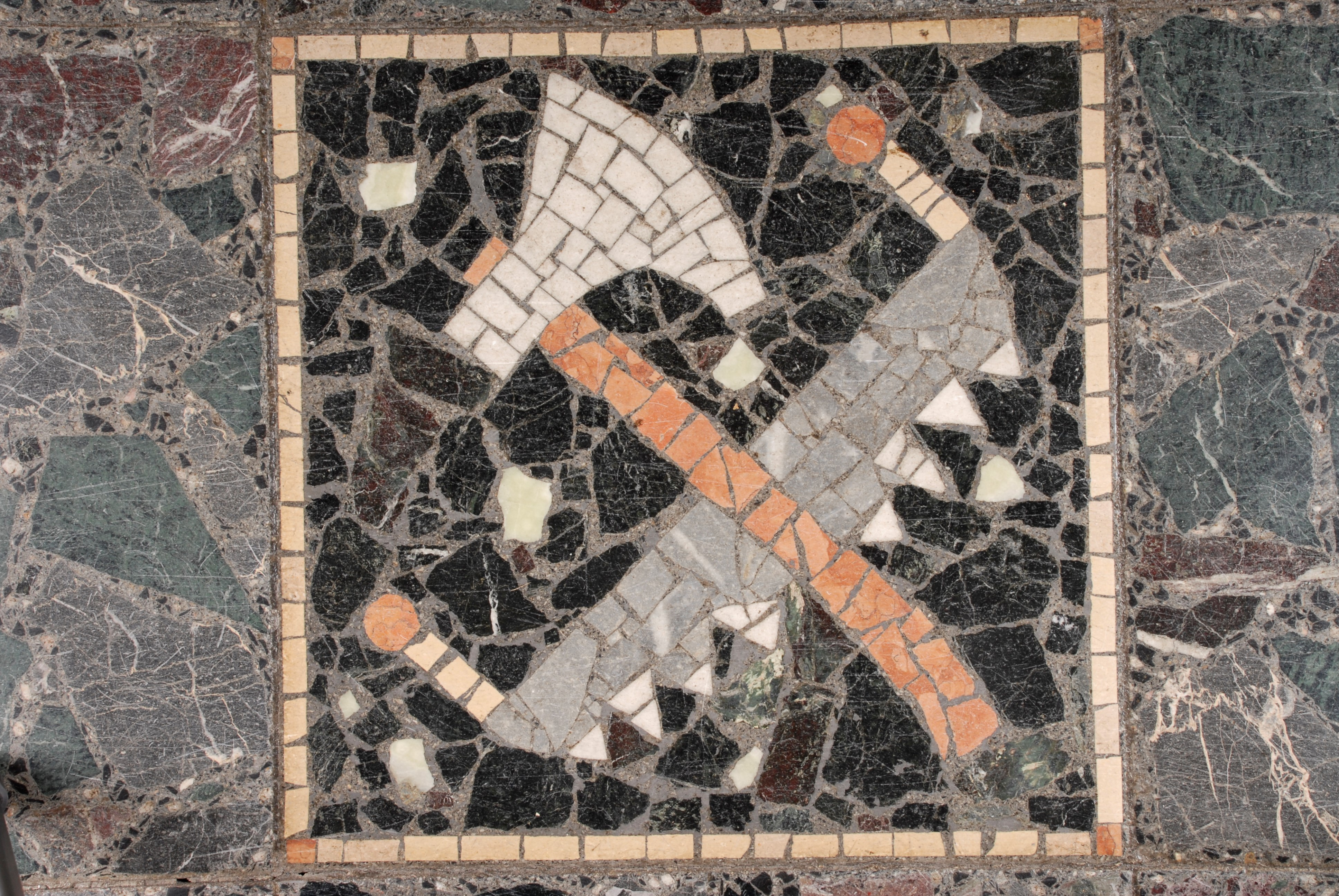
Zimmermann
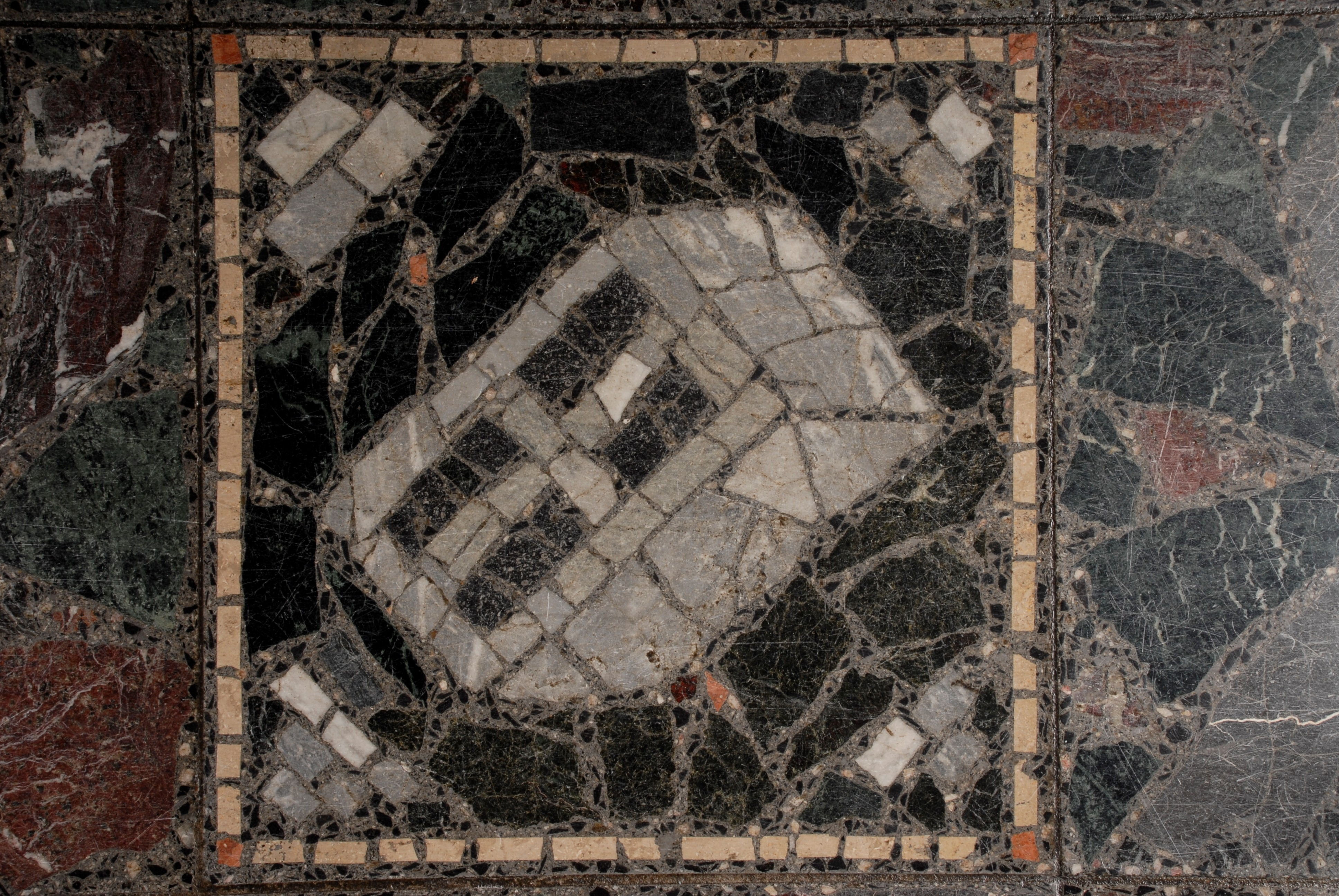
Bimsindustrie
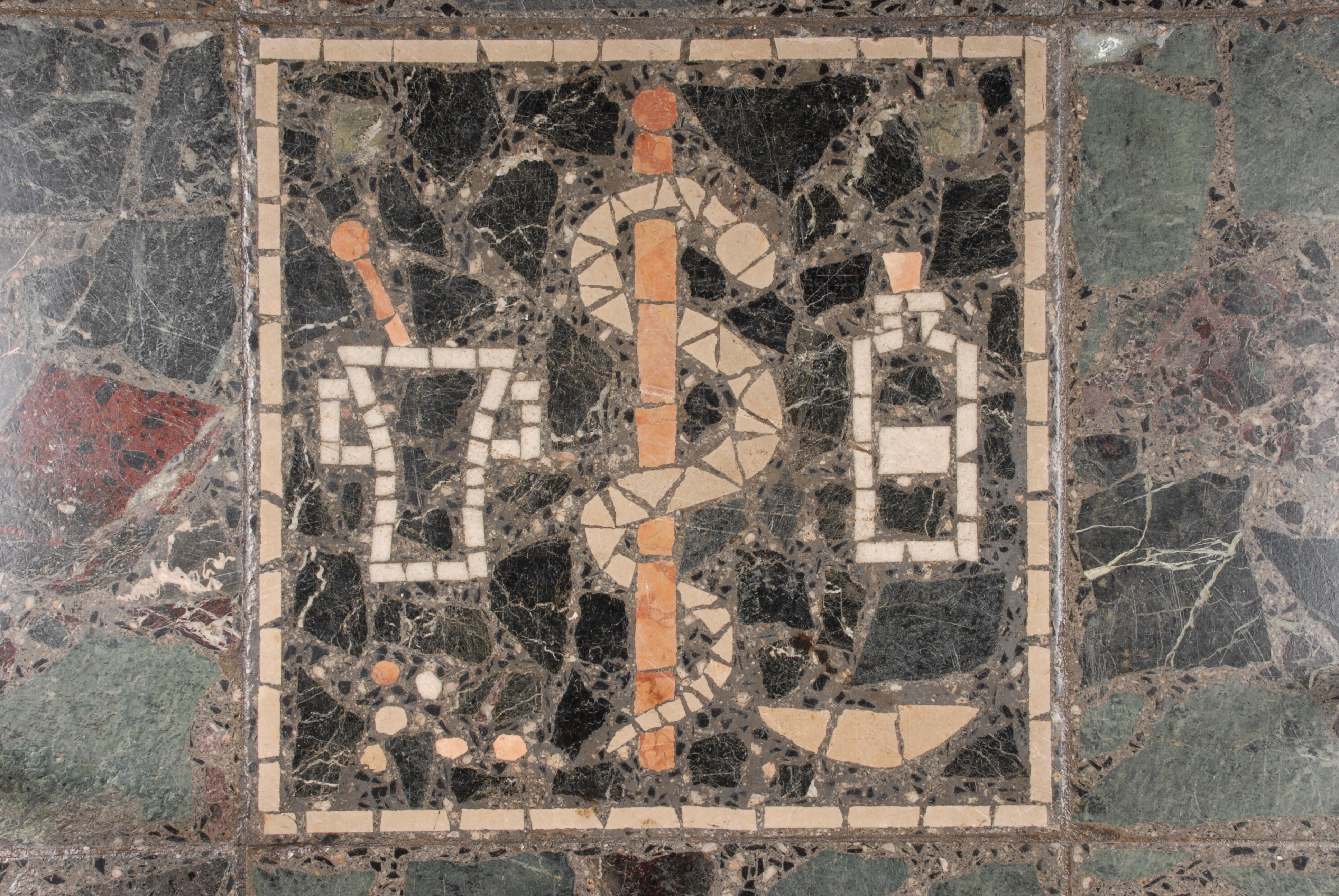
Medizin

## Turm

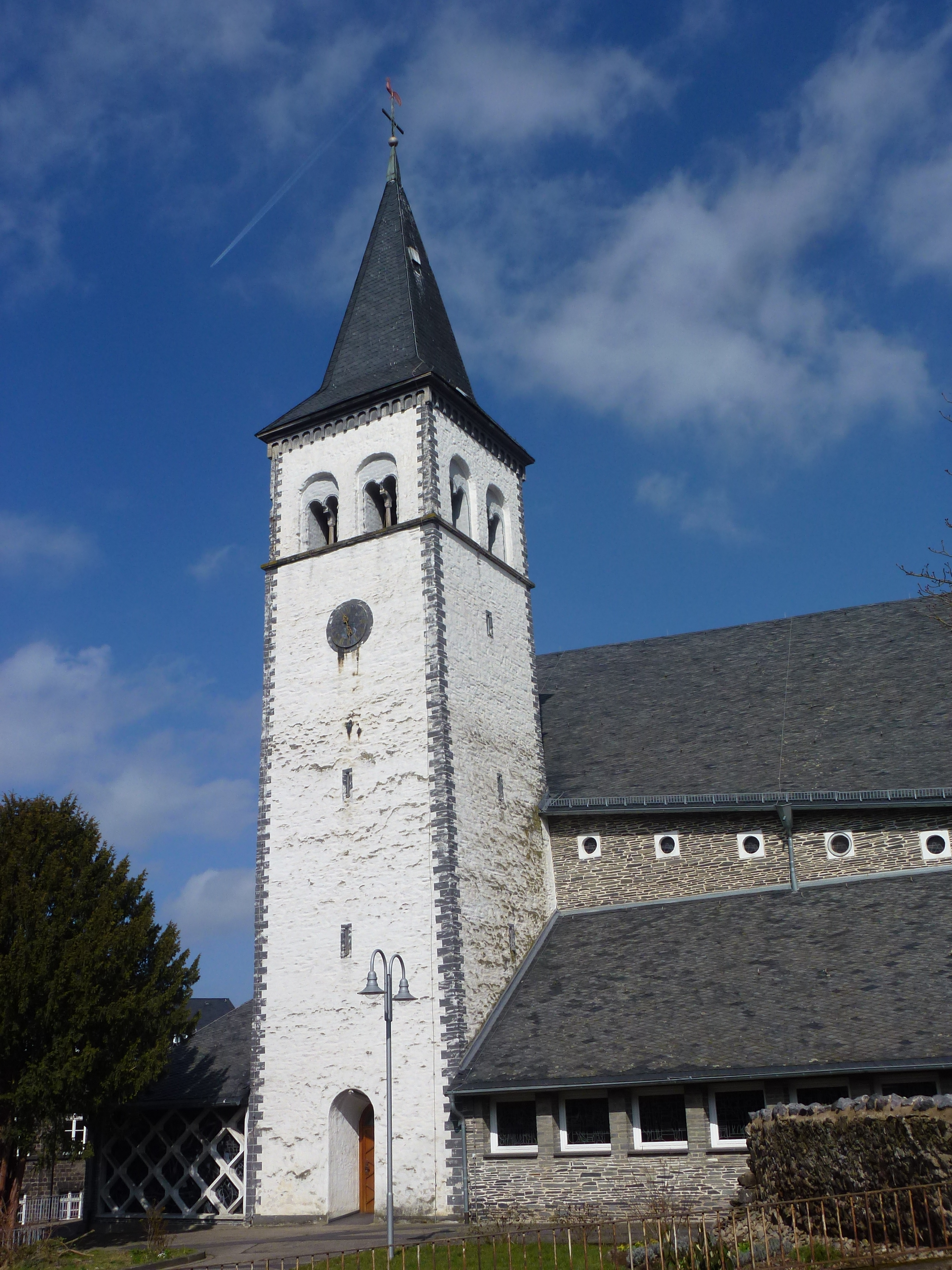
Kirchturm St. Martin

Der alte romanische Kirchturm sah wenigstens vier kirchliche Anlagen. Er stammt aus dem 11. Jahrhundert. Seine Gesamthöhe misst 37,40 m.
Über einem quadratischen Grundriss, Seitenlänge 6,53 m, und einer Mauerstärke von 1,56 m erhebt sich der massive Turm. Nach oben hin wird er ein wenig schlanker. Im unteren Teil befinden sich Schießscharten. Sie sorgen für Licht im Innern und dienten auch dazu, mögliche Angreifer abzuwehren.
Auf halber Höhe sind an den Maueröffnungen nach Westen und Süden hin zwei Uhren angebracht. Sie geben – speziell in früheren Zeiten – den Takt vor, wann die Arbeit angefangen, beendet und das Mittagessen eingenommen wird.
Der Sims über den Uhren markiert den Bereich, in dem sich die Glockenstube befindet. Die aktuell vier Stahlglocken wurden 1952 in Bochum gegossen und 1953 angebracht. Sie erschallen in den Tönen: as (Martinsglocke), f (Christkönigsglocke), es (Marienglocke) und c (Dreifaltigkeitsglocke). Während die Glocken bis 1953 über Seile in Gang gesetzt wurden, übernehmen das heute Elektromotoren.
Das abgestufte Pyramidendach besteht unten aus vier Trapezen und darüber aus vier Dreiecken. Den Abschluss bilden Kugel, Kreuz und Wetterhahn. Die Turmkugel symbolisiert die Erde, das Kreuz den Bund zwischen dem Irdischen und dem Himmlischen und der Hahn den göttlichen Lichtbringer. Dach und Spitze messen zusammen 15,20 m.

## Glocken

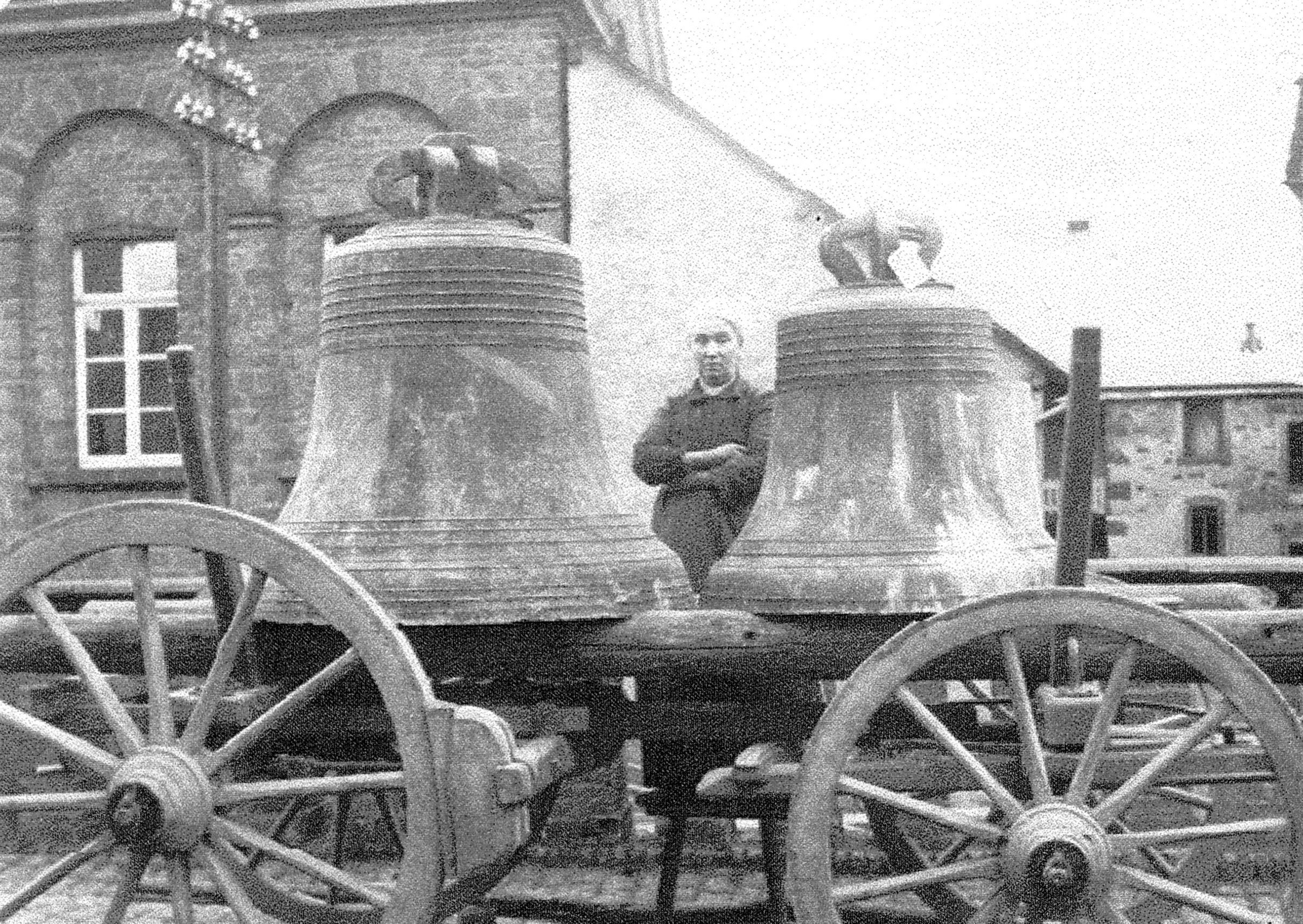
Beschlagnahme der Ochtendunger Kirchenglocken im 1. Weltkrieg

Sowohl im Ersten als auch im Zweiten Weltkrieg wurden die Ochtendunger Glocken eingezogen, sodass die Pfarrgemeinde am Anfang der 50er Jahre gezwungen war, über ein neues Geläut nachzudenken.

### Materialauswahl
Üblicherweise werden Glocken aus einer Legierung aus Kupfer und Zinn, der sogenannten Glockenbronze, hergestellt. Die Bronze hat anerkanntermaßen sehr gute akustische Eigenschaften:
- einen kräftigen, aber zugleich weichen Schlagton,
- verbunden mit einem langanhaltenden Nachhall.

Glockenbronze ist sehr teuer und vielseitig verwendbar. Deshalb werden Bronzeglocken in Notzeiten gerne vom Staat konfisziert.
Die Firma Bochumer Verein für Gußstahlfabrikation hatte in der ersten Hälfte des 20. Jh. eine Gussstahlglocke entwickelt, die klanglich fast an die Bronzeglocke heranreichte, aber weniger als ein Drittel kostete. Deshalb und um einer weiteren Beschlagnahme zuvorzukommen hat man sich für die Anschaffung von Stahlgußglocken entschieden.
In der Zukunft zeigte sich jedoch, dass Stahlgußglocken wegen Materialermüdung nur eine mittlere Lebensdauer von 50-70 Jahren haben. In Einzelfällen werden sie seit Anfang des 21. Jh. durch Bronzeglocken ersetzt werden.

### Klangauswahl
Von einem gelungenen Geläut wird erwartet, dass es sowohl beim Läuten aller Glocken (Vollgeläute) als auch beim Läuten kleinerer Gruppierungen (Teilgeläute) wohlklingende, voneinander unterschiedliche Klangwirkungen erzielt. In protestantischen Gemeinden steht eher das Vollgeläute im Mittelpunkt. Die katholische Liturgie kennt unterschiedliche Abschnitte, die durch charakteristische Teilgeläute anzukündigen sind. Nicht jede Zusammenstellung ist dazu geeignet. Es gibt jedoch eine Anzahl bewährter Kombinationen, aus denen die Ochtendunger Pfarrgemeinde das sogenannte Parzifal-Motiv c – es – f – as auswählte, nachfolgend sind auch die Teilmotive aufgelistet.
| Parzifal-Motiv | c | es | f | as |
| -------------- | - | -- | - | -- |
| TeDeum-Motiv   | c | es | f |    |
| Gloria-Motiv   |   | es | f | as |
| Sekunde        |   | es | f |    |
| Moll-Terz      | c | es |   |    |
| Moll-Terz      |   |    | f | as |

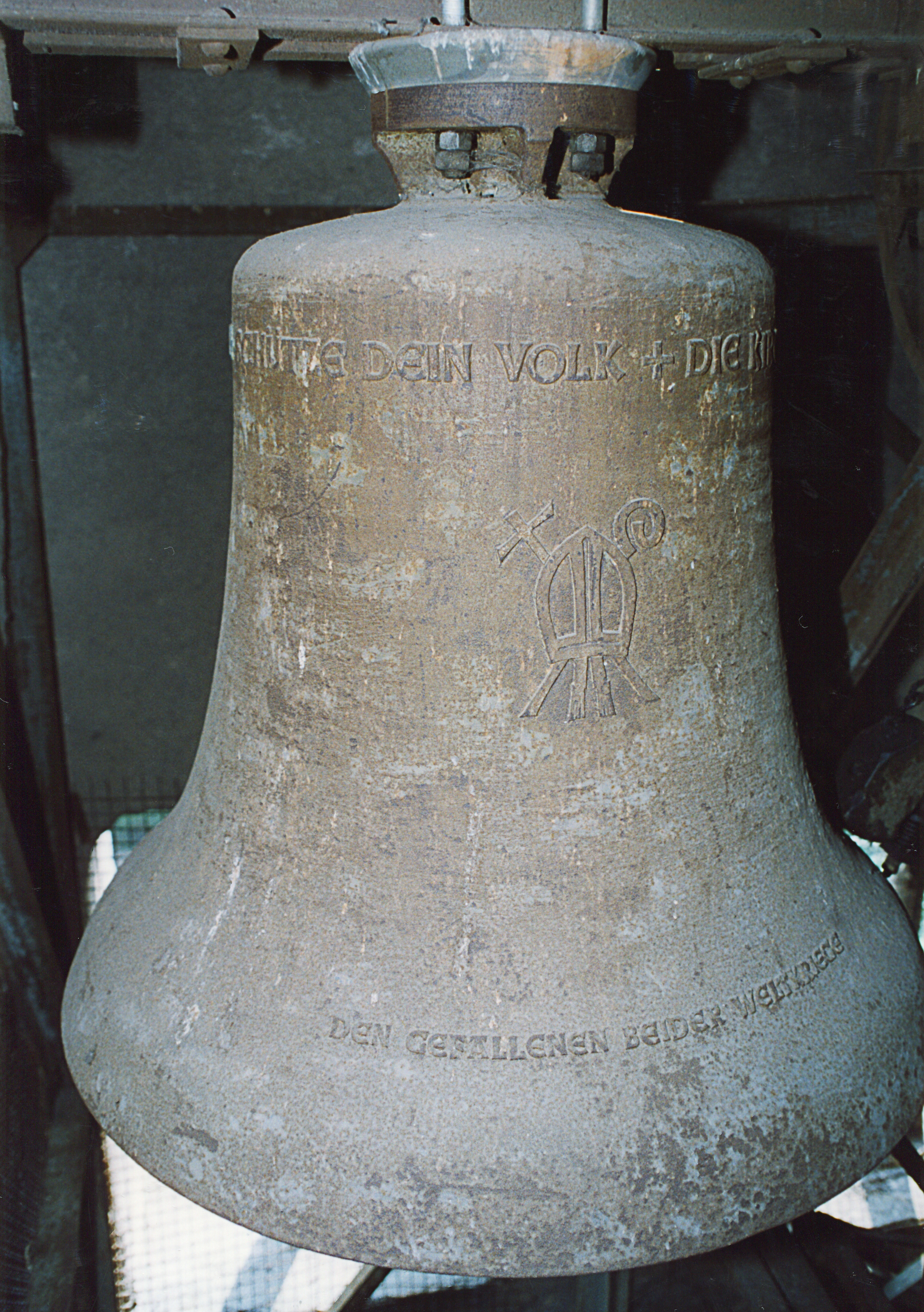
Aktuelle (2021) Martinsglocke der Ochtendunger Kirche St. Martin

Das Parzifal-Motivist eine beliebte und weitverbreitete Kombination, die gerne auch als „Idealquartett“ bezeichnet wird.

### Glockengröße
Die Abmaße der Glockenstube erlaubte, Glocken mit Schlagtönen in der eingestrichenen Octave zu verwenden (c1, es1, f1 und as1). Damit wurde ein für eine Dorfkirche ungewöhnlich tiefer, voller Klang erreicht.

### Herstellung und Glockenzier
Da nur ein Hersteller in der Lage war, Stahlgußglocken zu gießen, wurde die Firma „Bochumer Verein für die Gußstahlfabrikation“ mit der Herstellung der Glocken beauftragt. Das Läutewerk lieferte die Firma „Bokelmann & Kuklo“ aus Herford.
| Glocke                | Ton | Tonhöhe [Hz] | Durchmesser [cm] | Gewicht [kg] |
| --------------------- | --- | ------------ | ---------------- | ------------ |
| Dreifaltigkeitsglocke | c1  | 262          | 169              | 1865         |
| Christkönigsglocke    | es1 | 311          | 142,5            | 1093         |
| Marienglocke          | f1  | 349          | 126              | 782          |
| Martinsglocke         | as1 | 415          | 104,5            | 443          |

Da flüssiger Stahl sehr zähflüssig ist, konnte die Glockenzier nicht filigran gestaltet werden. Zusammen mit den Glockensprüchen spiegelt sie den Geist der Entstehungszeit wider und zeigt auf, was die Pfarrgemeinde nach dem Zweiten Weltkrieg bewegte.
| Glocke                | Glockenspruch                                                                                 |
| --------------------- | --------------------------------------------------------------------------------------------- |

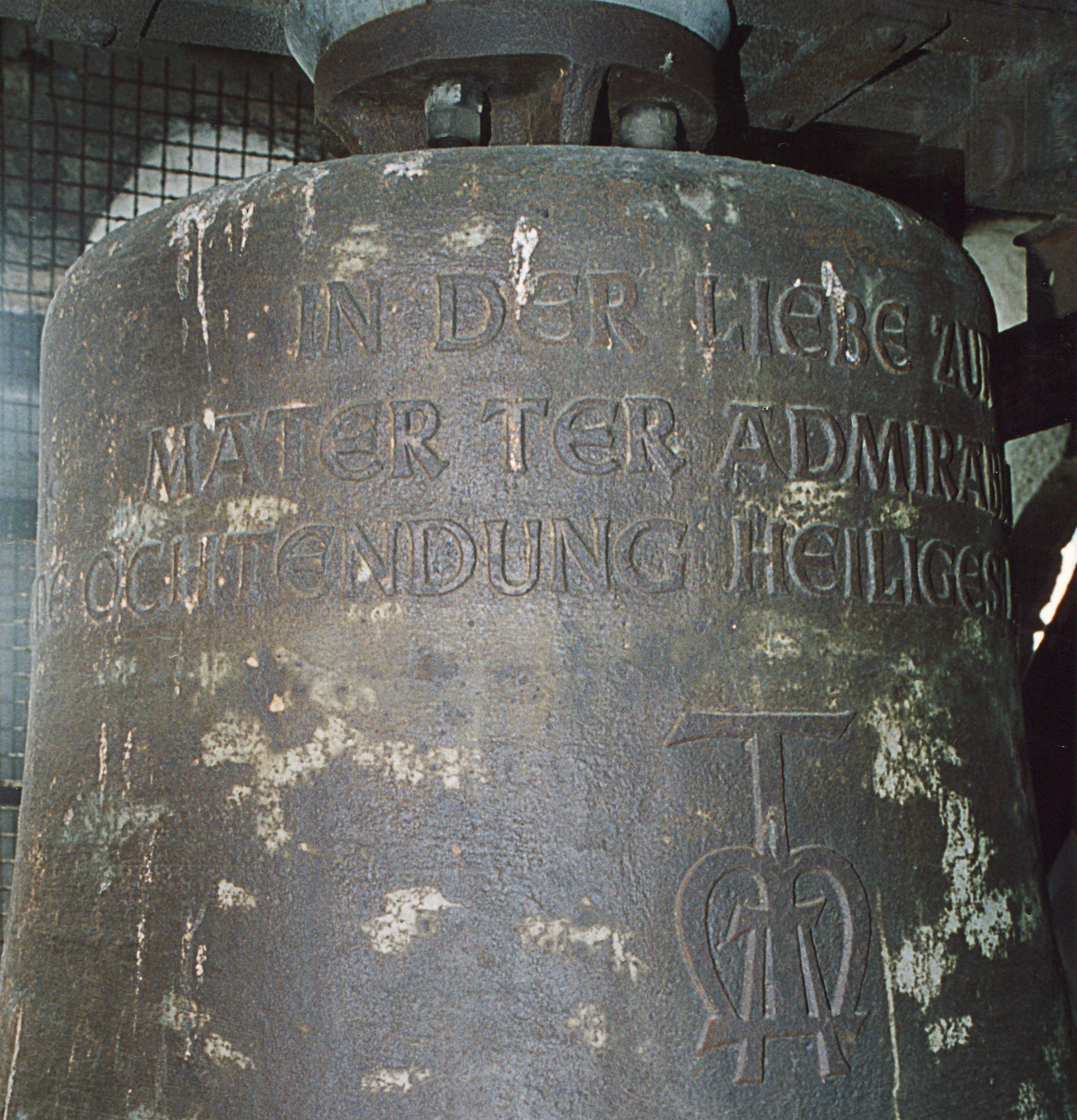
Ochtendunger Marienglocke in der Pfarrkirche St. Martin

| Dreifaltigkeitsglocke | DEM DREIFALTIGEN GOTT DEM VATEN UND DEM SOHNE UND DEM HL. GEIST SEI UNENDLICHE LIEBE UND EHRE |
| Christkönigsglocke    | ICH RUFE IN STURM UND STREIT CHRISTUS IST KÖNIG IN EWIGKEIT                                   |
| Marienglocke          | IN DER LIEBE ZUR MATER TER ADMIRABILIS WERDE OCHTENDUNG HL. MARIENLAND                        |
| Martinsglocke         | GOTT SCHÜTZE DEIN VOLK + DIE KIRCHE UND DIE HEIMAT DEN GEFALLENEN BEIDER WELTKRIEGE           |

### Glockenweihe und -einbau

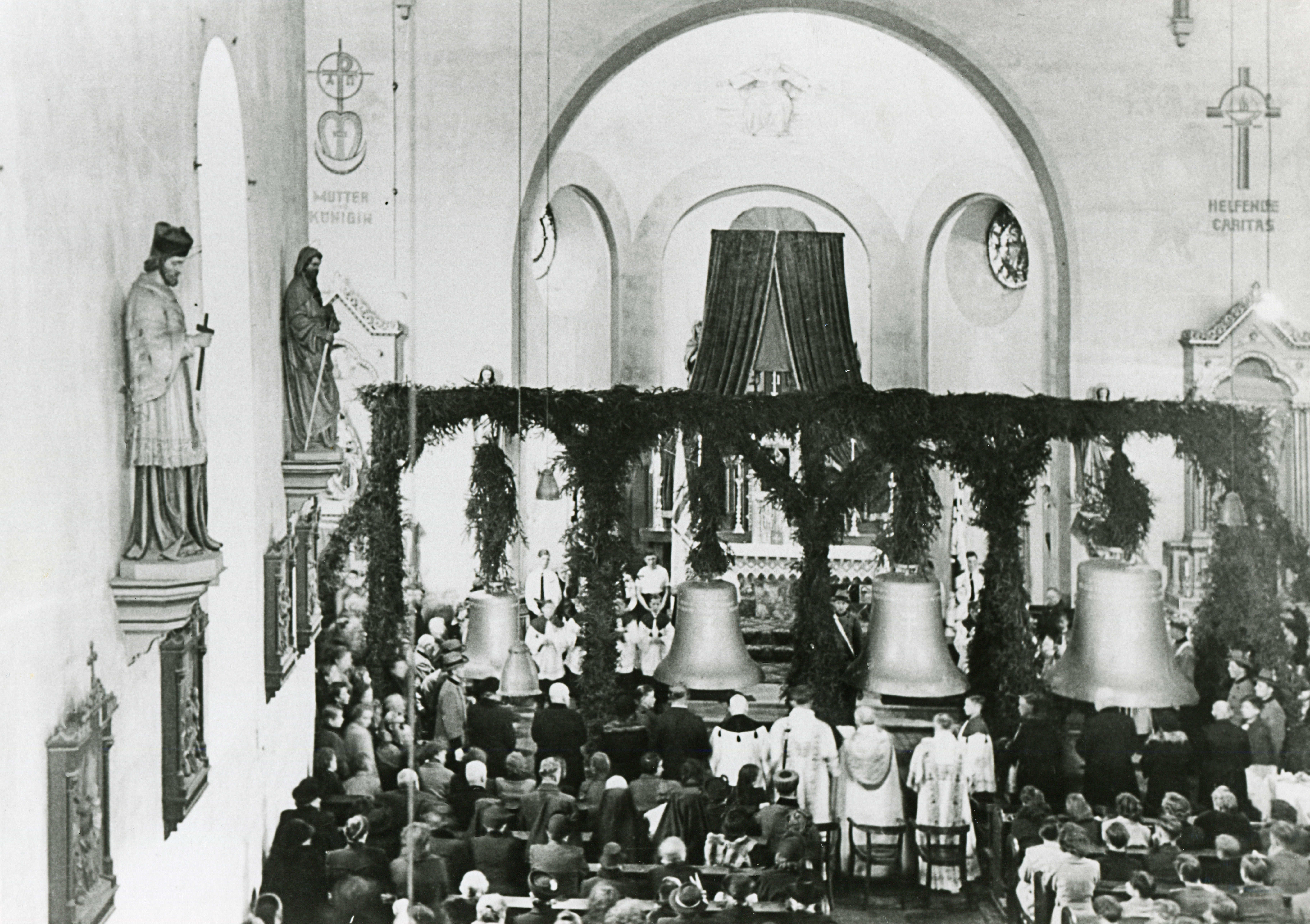
Messe in St. Martin (Ochtendung) zur Glockenweihe

Am 30. März 1952 wurden die neuen Glocken geweiht und in den folgenden beiden Tagen mit vereinten Kräften in den Turm gezogen und montiert.

### Instandsetzung 2018
Eine umfassende Sanierung der Glockenaufhängung brachte das Jahr 2018. U. a. wurden die Stahljoche der Glockenaufhängungen gegen Massivholz-Einzeljoche ausgetauscht. Die größte der 4 Glocken hängt nun an einem Eichenbalken von 32 × 32 cm. Weiterhin erhielten die Glocken neue, weichgeschmiedete Klöppel, die in Leder gelagert und mit Bronzepuffern versehen sind und die Glocken langfristig schonender behandeln. Neu sind auch die Läutemaschinen und die Läuteräder sowie die Schlaghammer für den Stundenschlag. Außerdem wurde der Glockenstuhl vom Turm getrennt, damit Schwingungen beim Läuten nicht mehr auf das Mauerwerk übertragen werden.
Die gesamten Maßnahmen führten dazu, dass die Glocken nicht so hart und so laut klingen wie bisher und sich nun ein voller, wärmerer und ein sich besser entfaltender Klang ergibt. Die Arbeiten, ausgeführt von der Firma Perrot (Calw/Südschwarzwald), kosteten ca. 60.000 €, wobei vom Bistum 26.000 € finanziert wurden, den Restbetrag musste die Pfarrgemeinde St. Martin beisteuern.

## Ehrenmal St. Georg

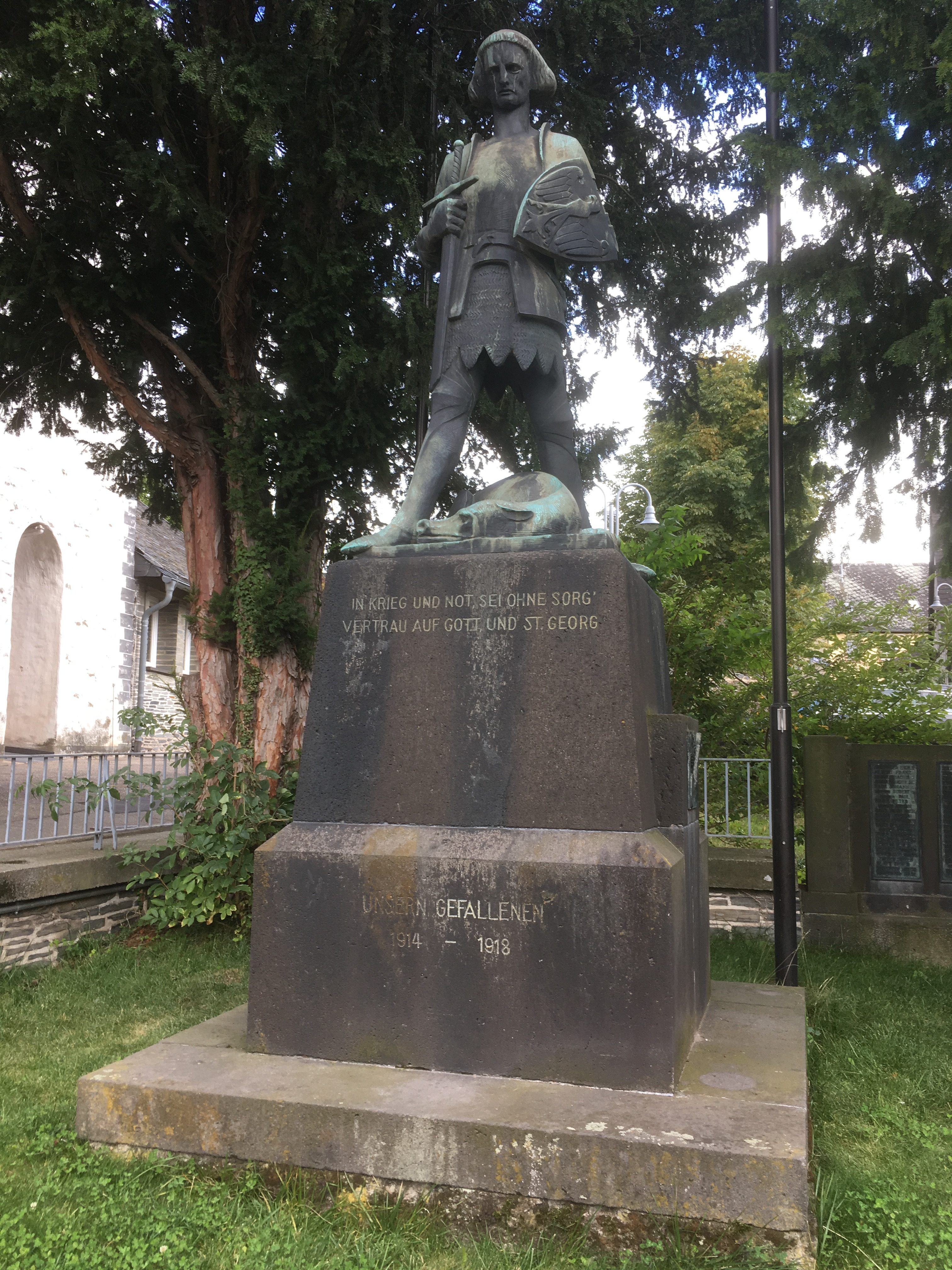
Ehrenmal St. Georg

Neben der Kirche am Treppenaufgang befindet sich ein Kriegerdenkmal. Es zeigt St. Georg, der als Drachentöter das Böse besiegt.
Mit dem Mahnmal und einer Tafel im Hintergrund gedenken die Ochtendunger ihrer 106 Soldaten, die im I. Weltkrieg ihr Leben verloren haben.
An dem Ehrenmal erinnern sich im Jahreskreis (meist nach Gottesdiensten) immer wieder Vereine/Jahrgänge ihrer Verstorbenen.
Zusatz: Am Totensonntag versammeln sich die Ochtendunger zum Gedenken an alle in den Kriegen Verstorbenen auf dem Friedhof. Auf einer Tafel in der Friedhofskapelle sind neben den Gefallenen der I. und II. Weltkriege auch die Opfer des NS-Terrors aufgelistet. Zudem befindet sich auf dem Friedhof separat noch ein Kriegerdenkmal für die Gefallenen aller Feldzüge im 19. Jahrhundert.

## Pfarrort
Etwa 200 m von der Kirche in nördlicher Richtung entfernt befindet sich in dem ehemaligen Marien-Krankenhaus das funktional eingerichtete Pfarr- und Gemeindezentrum. Es beinhaltet das Pfarrbüro, einen Pfarrsaal, eine Wohnung für den Pfarrer, einen Eine-Welt-Laden, die Pfarrbücherei, Jugendräume und weitere Räume für Veranstaltungen.

## Kirchenchor
Der Kirchenchor „Cäcilia“ feierte 2019 sein 250. Bestehen. Mit über 50 Aktiven und zusätzlichen 25 Aktiven im Chor „Young Voices“ zählt der Kirchenchor Ochtendung zu den größten Chören im Ort und auf dem Maifeld.